# 宝塚歌劇団

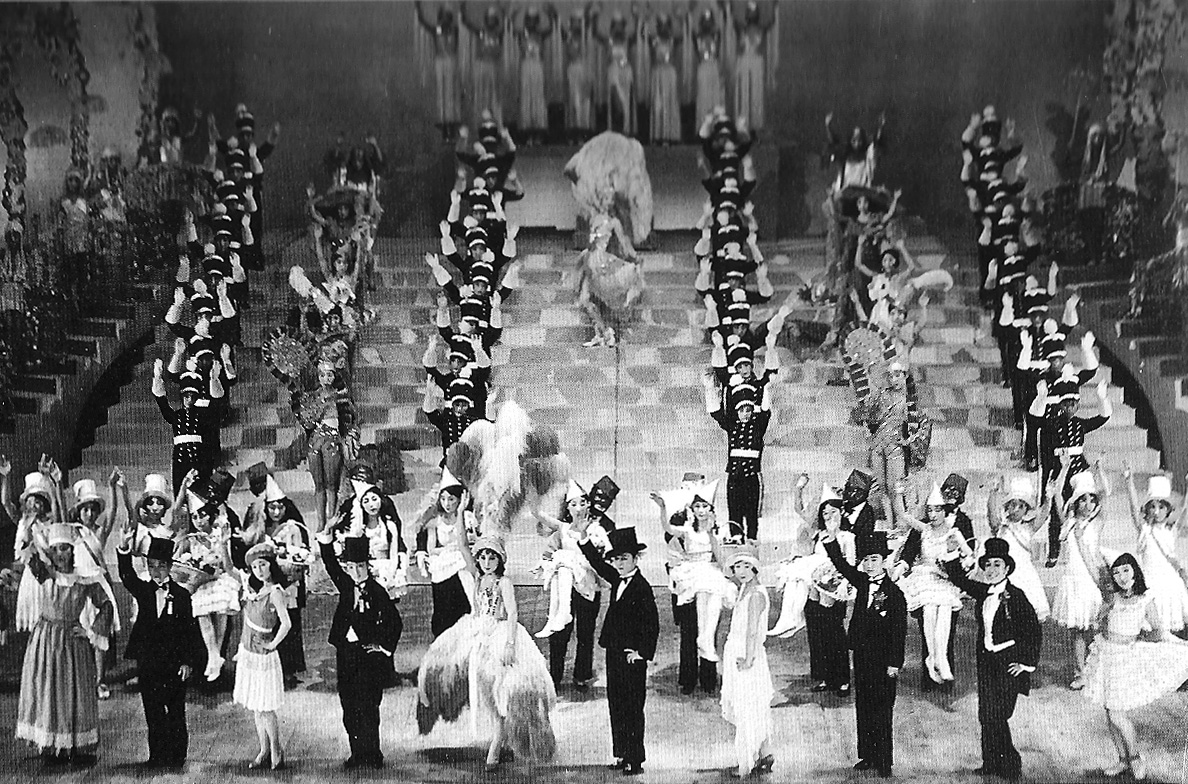
1930年8月・月組公演：レビュウ「パリ・ゼット」
出演：門田芦子、巽寿美子、三浦時子、橘薫、天津乙女

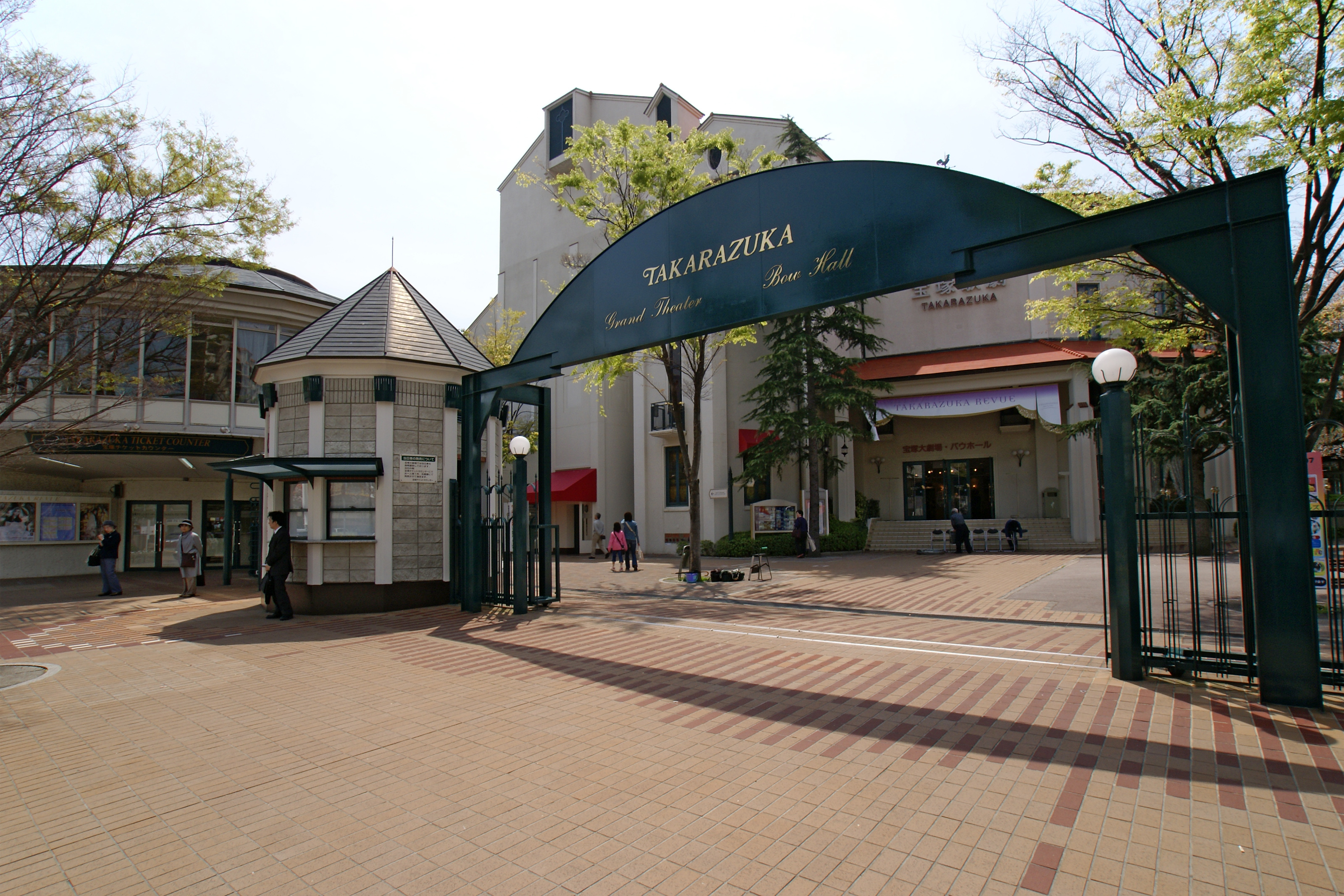
宝塚大劇場・宝塚バウホール入口

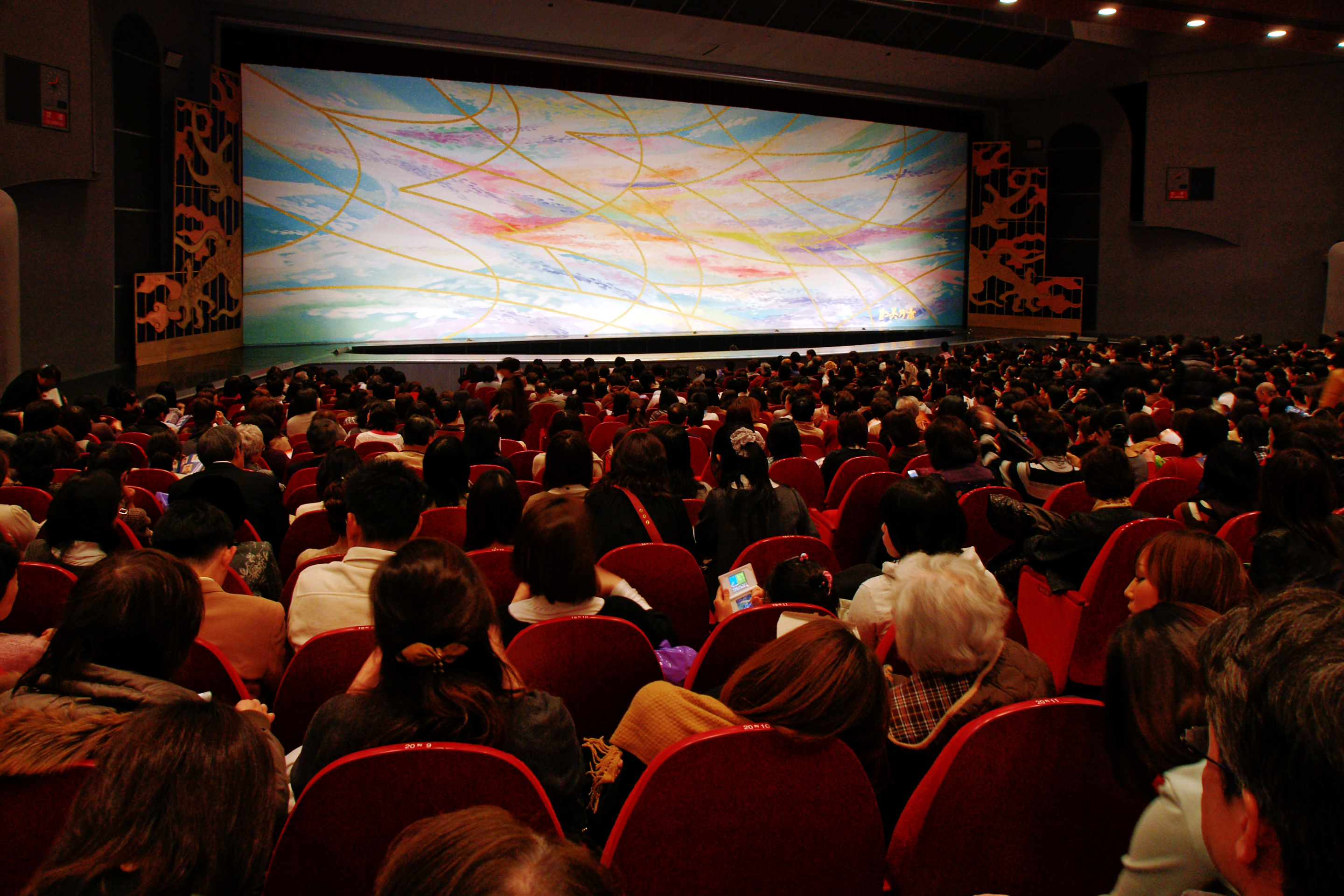
開演前の宝塚大劇場客席

宝塚歌劇団（たからづかかげきだん、英: Takarazuka Revue Company）は、兵庫県宝塚市に本拠地を置く歌劇団。大手私鉄である阪急電鉄子会社株式会社宝塚歌劇団が運営している。2025年4月に阪急電鉄から分離して法人化し、新会社となった。阪急電鉄の100%出資で設立し、7月をめどに公演の企画・制作や出演に関する業務を引き継ぐ。
現在の理事長は村上浩爾。宝塚音楽学校理事長と兼任。

## 概要

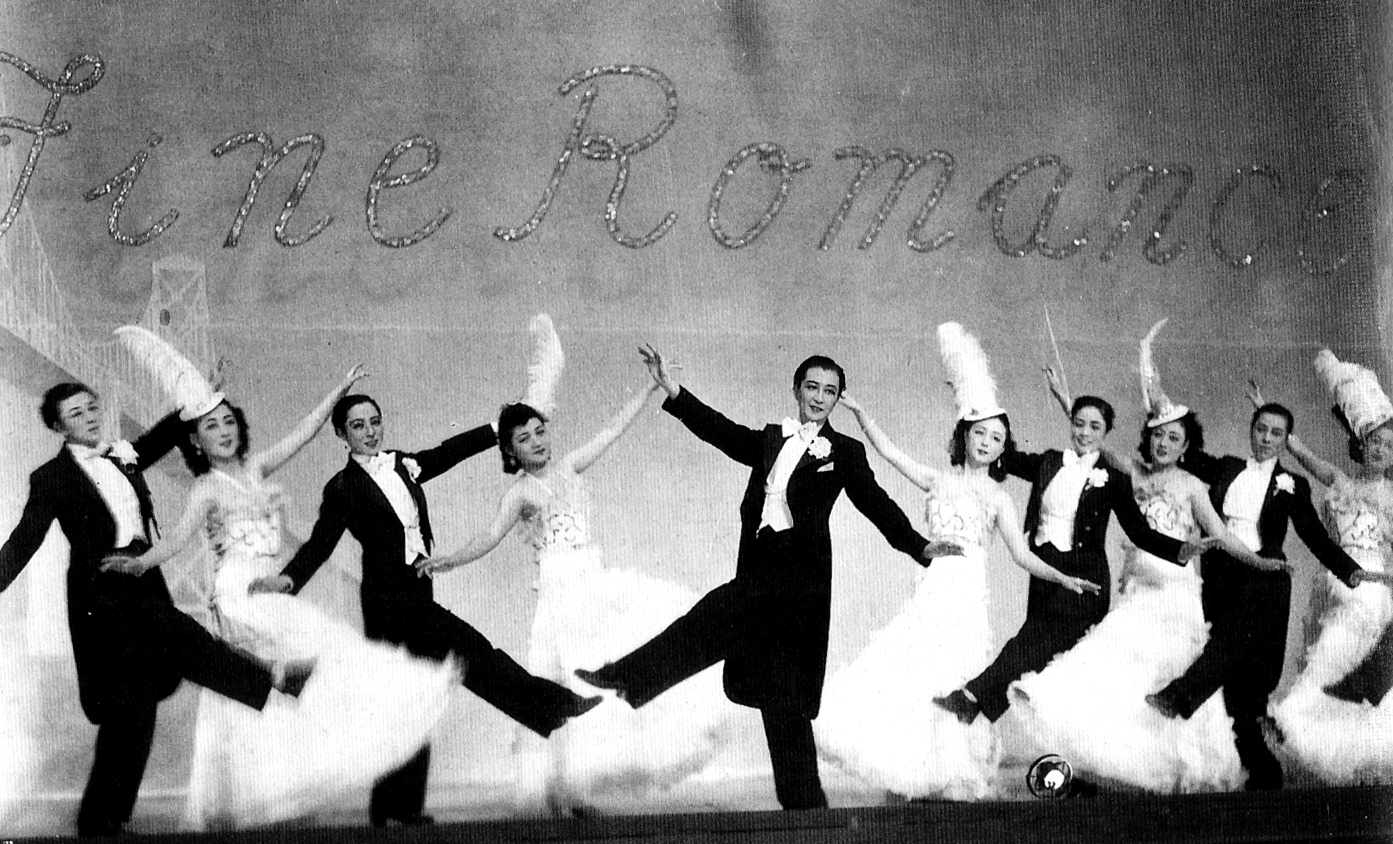
1947年2月、雪組公演：グランドレビュウ「ファイン・ロマンス」（中央は春日野八千代）共演：花村由利子、谺春香、乙羽信子

1914年に初の公演を行って以来、今日も人気を集める未婚の女性だけで構成された歌劇団である。現在は花（はな）・月（つき）・雪（ゆき）・星（ほし）・宙（そら）の5組と、いずれの組にも所属しない専科に分かれている。「宝塚」「ヅカ」などと略して呼ばれることも多い。
兵庫県宝塚市にある宝塚大劇場と、東京都千代田区有楽町（日比谷）にある東京宝塚劇場を中心に公演している。宝塚市に中劇場の宝塚バウホールも所有。2002年7月より、劇場中継や公演案内を中心とした専門チャンネル『TAKARAZUKA SKY STAGE』の東経110度CS放送も行われている。
創設の当初から「老若男女誰もが楽しめる国民劇」を目指し、日本で初めてレヴューを上演した劇団として、一躍有名になった。現在も、健全かつ、どの世代の人が見ても楽しめる演目を中心に、芝居（ミュージカル）やレヴューを上演し続けている。ジャンルは古今東西を問わず、歴史劇、ファンタジー、SFなど多岐にわたる。
舞台に出演するのは宝塚音楽学校の卒業生であり、全員が未婚女性である。団員たちは「タカラジェンヌ」の愛称で親しまれている。退団後の再入団は認められておらず、外部の俳優が本公演に出演することもない。団員が在団中に外部の舞台・テレビなどに出演することは少ない。団員の育成が大きな特徴の一つであり、本公演の稽古期間は公演日数とほぼ同じである。ほかに、若手団員の勉強の場として新人公演が開催されたり、団員向けの劇団レッスン（無料）なども開講されている。
収容数2,000人以上の大規模劇場で常時公演し、舞台上に照明が当てられていることから、遠目からでも演者の表情が分かるように、大き目の付けまつげ、厚めのドーラン、強いアイラインなどほとんどの演者が華やかなメイクを施している。このメイクは宝塚大劇場内にある「サロン・ド・タカラヅカ」で予約をすれば一般客（女性のみ）も体験が可能である。
女性だけの劇団であるため、男性役も女性が演じる。男性の役を「男役」、女性の役を「娘役」と言う。身長を目安に、劇団併設の宝塚音楽学校在籍中にどちらかを優先的に希望することになっているが、公式に定められてはいない。入団後、男役から娘役への転向は多数の例があるが、娘役から男役への転向例は極めてまれである。創設初期の頃は娘役に人気が集まったが、現在は男役の方がファンの人気が圧倒的に高い。そのため舞台構成なども男役を中心に作られる。
劇団のシンボルソングのようになっている『すみれの花咲く頃』は、戦前のドイツ映画主題歌『リラ（またはライラック、ニワトコ）の花咲く頃』を、フランスでシャンソン化して歌われているのを聴いた白井鐵造が、持ち帰って詞をつけたもの（原曲のドイツ語版のCDなども発売されている）。歌劇団のみならず、阪急百貨店の開店時にも演奏されるなど、阪急阪神東宝グループの象徴的なテーマ曲となっている。

## 歌劇団員と宝塚音楽学校
団員は、歌劇団付属の宝塚音楽学校で予科1年・本科1年の合わせて2年間の教育を受ける。宝塚歌劇団の入団条件も音楽学校の卒業生に限られる。歌劇団員の正装は、黒の紋付に緑（オリーブ色）の袴であり、各種式典・退団時に着用する。

### 「生徒」と「研究科」
歌劇団入団以後も、団員は「生徒」と呼ばれる。これは、宝塚歌劇が発足当初、歌劇団員が「芸者や舞妓のようなもの」と揶揄されたことに小林一三が怒り、「宝塚歌劇は良家の子女に高等なる音楽教育を施した“生徒”によってなされるものである」と言ったことに由来する。歌劇団と学校が一体であるため、双方の期数は一致する（例：音楽学校の95期生は、歌劇団の95期生として入団）。
1939年まで歌劇団員は「宝塚音楽舞踊学校（当時）の研究科生徒」の扱いであった。現在もその名残から、生徒の在団年数を「研究科○年」略して「研○」と公式に称する。

### 入団
宝塚音楽学校の2年課程を終えて、卒業認定されたのちに入団式を経て、正式に宝塚歌劇団の研究科1年生（研1生）となる。主に、音楽学校の卒業式が午前中にあり、歌劇団の入団式が午後から執り行われることが多い。入団が認められた研1生は、入団手続きの際に阪急電鉄と雇用契約を締結する。これは宝塚歌劇団が阪急電鉄の直営である関係上、歌劇団員は同社の社員としての身分をも有する必要があるためである。
その後の稽古を経て、春の大劇場公演に研1生全員が出演する。これを「初舞台公演」と呼び、研1生のことは「初舞台生」と呼ばれる。初舞台公演では、開演前に初舞台口上と、ラインダンスの披露が慣例になっている。初舞台口上は公演期間中に毎日行われ、初舞台生が舞台上に整列し、日替わりで3 - 4名が代表して口上を述べる。ラインダンスはショーの一場面で与えられていることが多く、初舞台生が全員で一丸となってラインダンスを披露する。年度によっては初舞台口上とラインダンス以外にも出演する機会が与えられることもある。
初舞台公演を経て、研1生は組の所属が決定する。これを「組配属」と呼ぶ。年度によっては、初舞台公演の後に研1生が班に分けられて、各組の本公演に分かれて出演することもある。これを「組まわり」と呼び、組まわりを経てから組配属が行われる場合もある。配属先の情報は、配属日に歌劇団の公式ページでも発表される。
生徒によっては、配属された組で一定の活動後に他の組へ異動する場合がある。それを「組替え」と呼ばれる。組替えの発表もまた、歌劇団の公式ページを通じて発表される。

### タレント契約と定年
1977年入団生（63期生）から通称「（結婚）適齢期定年制度」が導入され、“女子技芸員”として阪急電鉄の社員であった生徒は、一定の学年になると“タレント”として新たに個別の契約を結ぶ。従来は入団7年目（研7）がタレント契約の時期だったが、2007年入団生（93期生）から、入団6年目（研6）へ契約時期が早められた。このタレント契約制度が導入されて歌劇団員の労働組合は解散し、全団員で構成される「女子会」が組織されて、年に一度総会が行われる。2025年には「専科」に属するベテランを除き、興行単位である5つの「組」に所属する俳優との契約を3月以降に全面的に雇用契約に切り替える予定。
1972年より57歳定年が導入され、現在は満60歳の誕生日に延長されている。理事に定年は適用されない。現役団員の内、歌劇団理事は、現在では英真なおきのみである。

### 退団
定年を迎えた場合、結婚を予定している場合（生徒は未婚でなければならない）、健康面や経済的な理由などの諸事情で今後の活動が困難となった場合は、歌劇団を退団することになる。退団後も阪急電鉄の社員として残留することは可能ではあるが、実例は少なく、多くは退団と同時に阪急電鉄も退社している。引き続き阪急電鉄の社員として残留が決まった場合は、宝塚歌劇団とは無関係の部署あるいは阪急阪神東宝グループ各社への出向などの人事異動が他の阪急電鉄社員と同様になされることがあり、その場合は退団者のうちの残留希望者に対して、その旨を通知した上で同意を求めるとともに、芸名使用から、歌劇団員ではない一般の阪急電鉄社員と同じく、原則として本名名義での活動となることも通知される。
大劇場公演または東京宝塚劇場公演の出演と千秋楽を以って退団することが可能で、かつ退団手続きが順調に行われた生徒は「卒業」として、本公演（宝塚大劇場・東京宝塚劇場の公演）の千秋楽に正装である黒紋付に緑の袴をはき、舞台上で挨拶をする。このとき、所属組の上級生や音楽学校時代の同期生から花束が贈られる。千秋楽で退団者は舞台衣装・髪飾りなどに生花をあしらって舞台に出演する。
本公演以外の千秋楽をもって退団する場合は、特に決まった形式のセレモニーはないが、カーテンコールの際に生花などをあしらって舞台に出演したり、簡単なスピーチをする場合がある。
公演の千秋楽をもって退団する場合は、退団する公演の集合日（稽古の初日の顔合わせの日）に退団発表が宝塚歌劇団のホームページを通じて行われる。諸事情により次回公演の稽古集合日付け、定年の誕生日付け、千秋楽の翌日付けなどで退団する生徒もいる。その場合は本人から直接観客への挨拶をする機会はないが、機関誌の『歌劇』に退団の挨拶文が掲載される。

## 組構成
生徒は5つの組と専科に分けられており、各組がそれぞれ公演を行い、必要に応じて専科に所属する生徒がこれに参加する。組に所属する生徒のことを「組子」と呼ぶ（例：花組に所属する生徒＝「花組の組子」or「花組子」）。
各組に組長・副組長がいる。組長は組を統括・管理し、公私にわたって組子の面倒を見ている。最上級生が就任することが多い。副組長は組長を補佐し、組長に事故があった際は、その任務を代行する。
|                  | 組長       | 副組長     |
| ---------------- | ---------- | ---------- |
| 花組（はなぐみ） | 美風舞良   | 紫門ゆりや |
| 月組（つきぐみ） | 梨花ますみ | 白雪さち花 |
| 雪組（ゆきぐみ） | 奏乃はると | 透真かずき |
| 星組（ほしぐみ） | 美稀千種   | 白妙なつ   |
| 宙組（そらぐみ） | 松風輝     | 秋奈るい   |
| 専科（せんか）   | -          | -          |

## スターシステム

### 概要
宝塚の大きな特徴の一つとして、「スターシステム」を採用している点が挙げられる。作品で重要な役・ポジションを担当するのは、基本的に各組所属の全生徒の中から選ばれた、一部のスターに限られている。このスターが観客動員・人気で、重要な役割を占めている。
各組のスターの頂点に立つ男役が「主演男役」あるいは「トップスター」と呼ばれ、各公演で主演を務める。そのため、脚本はトップスターに当てて書かれている。トップスターの相手役を務める娘役のことは「主演娘役」あるいは「トップ娘役」と呼ばれる。各公演でヒロイン的な役を演じている。正式な名称は「主演○役」であるが、近年では公式サイトなどでも「トップ○○」の名称が用いられることがある。「トップ男役」「トップ娘役スター」などの呼称は正しくない。他の商業演劇とは異なり、在任中は原則としてずっと同じ生徒が主演を務める。
トップスター以下は、順に2番手、3番手などと称されるが、トップスター、トップ娘役以外は明確に固定された地位ではなく、変動することがある。例えば天海祐希は昇進が早く、彼女より上級生が下位のスターとなったこともある。特に娘役は男役以上に安定していない。トップスターは組内の2番手からの昇格が大多数であるが、他組の2番手が組内の2番手を抑えてトップスターに就任する例や、2番手がトップスターに昇格せず退団する例も稀にある。
スターは、容姿・スター性（華やオーラ）・人気も重要な要素であり、実力者がトップになれるとは限らない。例えば、檀れい・紅ゆずるなどはいずれも入団時の席次は下位（紅は48人中47位、檀は最下位）であったが、その後の努力や人気が評価されてトップスター（檀はトップ娘役）に就任した。
現在のようなスターシステムは1980年代に確立された。それ以前では、トップが2人であったり、公演ごとに主演者が異なったり、スターの他組への特別出演が現在よりも多く実施されたりするなど、より柔軟性に富んだ配役を行っていた。スターシステム確立後、トップスターは各組に男役・娘役それぞれ一人で、単独の主演が原則である。トップ娘役に関しては、1984年から86年にかけ南風まいと湖条れいかが交互または対等なヒロイン役を演じており、Wトップ娘役体制であった。また、稀にトップ娘役が一定期間不在となり、公演ごとに異なる娘役がヒロイン役を演じることもある。

### 「路線」
有望な生徒は、トップスター候補として下級生時代より新人公演・バウ公演などで役を与えられ経験を積む。この一連の流れをファンは「スター路線」さらに略して「路線」と呼び、劇団からスターとして扱われることを“路線に乗る”などと表現する。昇進試験があったSKDとは異なり、公式かつ明確に定められたものではないため、一時期抜擢されていた団員が、いつの間にか脇へまわるといったことも多々ある。
"路線に乗った"生徒は、本公演でも徐々に大きな役、ソロ場面、より豪華な衣装が与えられていく。プログラムの序列や、実際の役付き、写真集やブロマイドの発売などを参考に、将来のスターを予測し応援することも、宝塚の楽しみ方の一つとなっている。
トップスターになるために、以下の条件が必須とされている。ただし昇進の早かった黒木瞳、神奈美帆や、その他、朝海ひかる、仙名彩世などは一部の条件を満たしておらず、例外もあり得る。
- 新人公演の主演やヒロイン
- バウホールなど小劇場で単独主演・ヒロインと、公演の成功

（以下は男役のみ）
- 2番手（準トップ）を経験する
- 機関誌の表紙に登場する
- 公式カレンダーに登場する

など多岐にわたる。

### トップの任期
男役の場合、おおむね研12から15で就任するが、様々な事情で早くなることも遅くなることもある。スターシステムが確立された1980年以降では、前述の月組の天海祐希が最も早く研7（1987年入団 → 1993年就任）で就任したほか、研9で就任した月組の珠城りょう（2008年入団 → 2016年就任）も早い例である。遅い例としては、研19で就任した月組の鳳月杏（2006年入団 → 2024年就任）、研18で就任した宙組の大空祐飛（1992年入団 → 2009年就任）・星組の北翔海莉（1998年入団 → 2015年就任）などがある。
娘役の場合、最も早かったのは研2で就任した月組の黒木瞳（1981年入団 → 1982年就任）で、他に研3で就任した雪組の神奈美帆（1983年入団 → 1985年就任）・月組の麻乃佳世（1988年入団 → 1990年就任）・花組の千ほさち（1994年入団 → 1996年就任）・月組の映美くらら（1999年入団 → 2001年就任）などの例がある。遅い例としては、研14で就任した星組の渚あき（1988年入団 → 2001年就任）、研12で就任した雪組の朝月希和（2010年入団 → 2021年就任）などの例がある。男役の人気のほうが圧倒的に高いことから、トップスターとの容姿の釣り合いや、ダンス・演技の組みやすさなどがトップ娘役の重要な選定基準であると言われている。就任時期は入団10年未満が多く、学年も相手役より下級生であることがほとんどである。男役から娘役へ転向した後にトップへ就任した例も、星組・雪組の遥くらら、星組の姿晴香、宙組の紫城るい、月組の愛希れいか、天紫珠李など複数ある。逆に娘役から男役へ転向してトップになった例はない。
トップに就任すると、スターシステム確立後に専科へ異動した榛名由梨と轟悠の両例を除き、数年で退団する。大劇場公演の回数にして4回から10回程度が目安となるが、後継スターの成長、本人の意欲、健康上の理由などで変動する。
短期の例（いずれも男役）は、花組の匠ひびき（2001年 - 2002年）・雪組の絵麻緒ゆう（2002年）・宙組の貴城けい（2006年 - 2007年）の1年未満（大劇場公演1回）が代表的で、いずれも人事上の問題で短期となったため、劇団はファンから激しく非難された。
長期の例としては、娘役の花總まりの12年（雪組で1994年 - 1998年、宙組で1998年 - 2006年）が代表的ではあるが、極めて稀な例でもある。他に宙組男役の和央ようか（2000年 - 2006年）・星組男役の柚希礼音と同娘役の夢咲ねね（共に2009年 - 2015年）・月組娘役の愛希れいか（2012年 - 2018年）、娘役の星風まどか（宙組で2017年 - 2021年、花組で2021年 - 2024年）の6年、星組娘役の南風まい（1983年 - 1988年）・月組男役の剣幸と同娘役のこだま愛（共に1985年 - 1990年）・月組娘役の麻乃佳世（1990年 - 1995年）・花組男役の春野寿美礼（2002年 - 2007年）・花組男役の明日海りお（2014年 - 2019年）・宙組男役の真風涼帆（2017年 - 2023年）の5年といった例がある。
スターシステム確立以前は、雪組の汀夏子（1970年 - 1980年）の10年、星組の鳳蘭（1970年 - 1979年）・榛名由梨（月組で1973年 - 1975年および1976年 - 1982年、花組で1975年 - 1976年）の9年、安奈淳（星組で1970年 - 1974年、花組で1974年 - 1978年）の8年などの例がある。さらに遡ると、たとえば春日野八千代は20年以上にわたって多数の公演で主演している。
トップの退団は、退団公演の集合日前に発表され、後日に記者会見が開かれる。トップおよびそれに準ずるスタークラスの退団者は、出演公演の足跡を振り返る「サヨナラショー」公演を行う。トップに限り、千秋楽の退団挨拶の際、正装である黒紋付と緑の袴ではなく、燕尾服やタキシードなど他の衣装の着用が許される。トップの退団は多くの報道機関が取り上げ、熱烈なファンは複数回観劇したり記念グッズを購入したりする。俗に「歌舞伎は襲名披露で稼ぎ、宝塚は退団公演で稼ぐ」と言われる所以である。

## 公演システム
公演の中心は「本公演」と呼ばれる大劇場作品である。2024年時点で回数が年8回となっており、各組が年に1回から2回の本公演を担当する。
本公演の合間に、バウホール公演・全国ツアーなど他の公演を行う。内容は時々で異なるが、基本的には各組ともトップスターが主演するチームと、2番手以下が主演するチームの二手に分かれて公演する。少人数でコンサートやディナーショーなどを行うこともある。
現在はロングランシステムを採用しておらず、いずれの公演形態も公演期間が延長されることはない。バウホール公演の観客動員により、東京の続演（東上）が急遽決定する場合もあるが、観客動員が低くとも上演は打ち切られない。
半年に一度、理事ら「公演編成委員」が座付き演出家の脚本や企画書を協議し、ラインナップを決定する。

### 現在 定期的に行われている公演

#### 本公演
- 宝塚大劇場と東京宝塚劇場で上演する公演のこと。宝塚歌劇団の公演の中心で、各組が持ち回りで公演している。各組の生徒が全員出演し、専科生が数名特別出演することが多い。公演によって異なるが、宝塚と東京ともに1公演は30日程度で、宝塚大劇場の公演終了後に続いて東京で公演されることがほとんどである。
- 新作主義で、基本的に座付き作家がトップスターと組へ宛てて書いた新作を上演することが多いが、海外で制作されたミュージカル（以下「海外ミュージカル」と略する）の上演や、過去の作品の再演をすることもある。
- 前半を約1時間40分の芝居、後半を約1時間のショーとした2本立て公演が多い。上演時間は休憩含め約3時間となる。
- ショーのフィナーレではカーテンコールに相当する「パレード」がある。全生徒がシャンシャンと称される小道具[注 13]や、羽根扇、ステッキなどを手に持ち、「大階段」と呼ばれる階段型の装置を降りて、客席にあいさつをする。スターはポジションに準じた大きさの羽根を背負って降りてくる[注 14]。
- ショーはシャンソンやスパニッシュで構成された「洋物ショー」が多いが、日本舞踊をアレンジし、オーケストラ演奏を組み合わせた「日本物ショー」を上演することもある。その場合は、前半が日本物ショーで後半が芝居の順になる。
- 2本立てのほか、一本物と呼ばれる2幕で構成された芝居も上演される。2幕目の最後に「フィナーレ」として、少しだけショーと大階段のパレードを行う。特に海外ミュージカルの場合は一本物として上演されることが多く、ショーのみ宝塚オリジナルで作られる。日本物ショーと芝居の組み合わせの場合は、一本物同様に芝居の最後にショーが付けられる。
- 洋物ショーとフィナーレ付き芝居の2本立て、日本物ショーと芝居と洋物ショーの3本立て公演も稀にある。その他、変則的な公演が行われることもある。
- ラインダンスがショーの一場面に組み込まれることが多い。特に毎年4月ごろの宝塚大劇場公演における、初舞台生によるラインダンスは毎年の風物詩となっている。
- 宝塚大劇場と東京宝塚劇場ともオーケストラピットがあり、専属オーケストラである宝塚歌劇場管弦楽団が生演奏する。

#### 新人公演
- 本公演中に宝塚・東京それぞれ1回のみ上演される。本公演と同じ演目を、主役から老け役まですべての役を研7以下の生徒で演じる。衣装やセット、さらにオーケストラにいたるまで本公演同様のものを使用する。この公演に主演することは、"路線"として扱われるための極めて重要な要件であり、トップスターへの登竜門とも言うべきものである。
- 基本的に芝居のみで行われるが、ショーの新人公演もごく稀にある。一本物の作品の場合は、新人公演担当の演出家により再構成が行われ、ほとんどの場合フィナーレのショー部分はカットされる。
- 1958年の大劇場雪組公演『花の饗宴（うたげ）』が最初とされており、昭和50年代に現在の形に定着した[24]。

#### 宝塚バウホール公演
- 基本的に2番手以下の若手スターが主演するが、稀にトップスターや娘役[注 15]が主演する場合もある。
- 若手やスタッフの育成の場と位置づけられており、比較的少人数で、書き下ろしの新作ミュージカルを上演する。ホール自体が小規模のため、大劇場公演のような大階段やパレードの羽根などは用いられない。一人芝居・コンサート形式などの公演もある。

#### 梅田芸術劇場シアター・ドラマシティ公演
- トップスターまたは2番手男役が主演する。基本的にバウホール公演同様、小規模の新作ミュージカルが上演される。

#### 梅田芸術劇場メインホール公演
- 同劇場（旧梅田コマ劇場）が阪急資本下に入った2005年から行われるようになった。海外ミュージカルを上演することが多い。

#### 東京特別公演
- 日本青年館・東京建物 Brillia HALL・東京国際フォーラムホールC等で開催される。
- KAAT神奈川芸術劇場など東京近郊の劇場を利用する公演もある。
- 梅田芸術劇場、ドラマシティ、宝塚バウホールで行われた公演を引き続き東京でも上演する。すべての公演が東京で再演されるわけではない。公演スケジュールによっては、東京で先に公演することもある。

#### 全国ツアー
- トップスター（稀に2番手）を中心に行う巡業で、全国各地の会場で公演される。会場・期間は毎回同じではない。2005年以降、前述の梅田芸術劇場メインホールが会場の一つとして使用されている。
- 本公演同様に「2本立て公演」もしくは「一本物」で上演される。演目は直近の本公演で上演した演目もしくは旧作の再演であり、全国ツアーのために新作を書き下ろすことはほとんどない。
- 全国各地の移動を伴うため、本公演に比べて、セットはやや小規模なものを使用する。5段程度ではあるが、大階段を模した装置を必ず持っていく。

#### 博多座公演
- 年1回程度行われており、原則的にトップスターが主演。公演期間は2 - 3週間程度。
- 再演物が多いが、本公演の前に博多初演となったものもある。それぞれ大階段を模した"中階段"を用いるため、本公演に比較的近い形式で上演が可能である。
- 前身は、かつて行われた福岡公演（後述）。中断を経て1999年の博多座開場後、定期公演会場となった。

#### タカラヅカスペシャル
- ほぼ年1回行われるイベント公演。1979年より宝塚レコード音楽祭→1983年よりTMP音楽祭→1995年よりTCAスペシャル→2008年よりタカラヅカスペシャルと改称され、2008年から2019年までは毎年12月に梅田芸術劇場で行われた。以前は時期は固定されていなかった。
- 東京公演中の組を除く、各組のスターが総出演するショーで、普段ではあり得ない組み合わせが見られるのが特徴。過去の名作に扮した場面なども用意されている。特に、男役スターと別組の娘役を実験的に組ませることもあり、こうしたイベントで組んだあと、実際にトップとなったコンビもある。
- 1997年までは本公演が東京で続演されない時期があったため、全4組（当時）が揃うことができ、かつ練習時間も取れたことから、余興的な凝った出し物・パロディーも行われることがあった。

#### 宝塚巴里祭（宝塚パリ祭）
- シャンソンをメインとした構成のショーで、毎年7月に行われている。2010年 - 2011年は開催がなかったが、2012年より再開された。

### 過去の定期的公演

#### 中日劇場公演
- 中日劇場開場の1967年から年1回程度（2月ごろ）行われており[注 16]、原則的にトップスターが主演。公演期間は2 - 3週間程度。1978年からは、公演期間が2月にほぼ定着、1992年以降は毎年公演が組まれて親しまれたが、中日劇場閉場に伴い、2018年2月の星組公演『うたかたの恋』『Bouquet de TAKARAZUKA』が宝塚歌劇の中日劇場最終公演となった。
- 前身は、1918年より始まった名古屋公演（御園座→名古屋宝塚劇場→名鉄ホール→中日劇場）。
- 中日劇場閉場後は、2018年に再開場を果たしていた御園座で、2020年以降、名古屋公演を行なうようになった（2021年のみ公演なし）[注 17]。御園座での公演も、各年2 - 3月の公演だったが、2024年は7 - 8月公演となった。

#### 日生劇場公演
- 2002年春から2008年まで、年1回実施。海外ミュージカルを上演することが多かった。2014年雪組公演で再び公演が行われた。

#### 福岡公演
- 会場は福岡スポーツセンター→福岡市民会館。
- 1969年から1994年まで[注 18]5月ごろに1週間程度行われていた[25]が、現在では春の全国ツアーと一体化している。

## 沿革

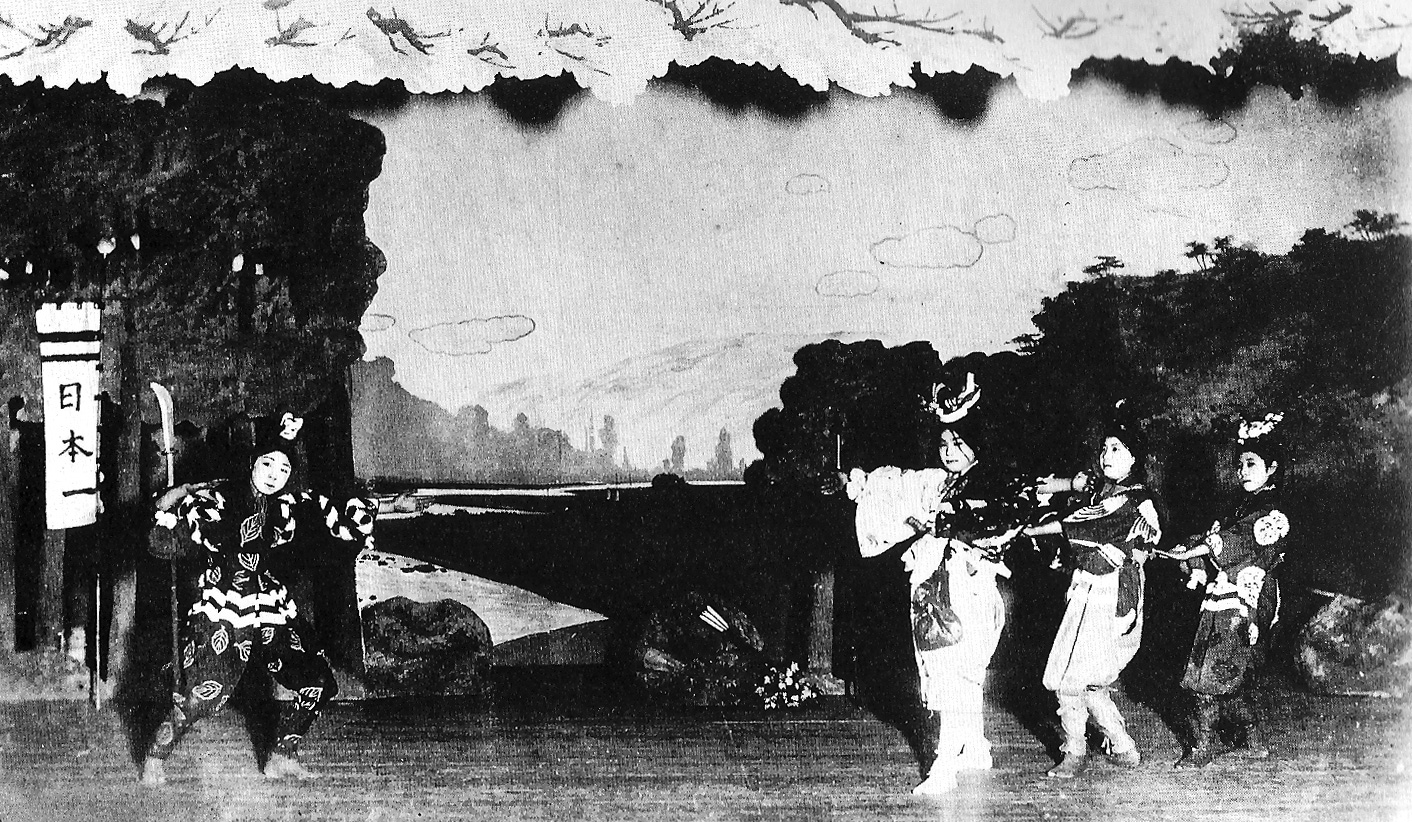
1914年4・5月、第一回公演演目：歌劇『ドンブラコ』
出演：桃太郎役・高峰妙子,猿役・雲井浪子
共演：小倉みゆき、秋田衣子、外山咲子、若菜君子
※公演は婚礼博覧会の余興の一つ
於：宝塚新温泉内パラダイス劇場

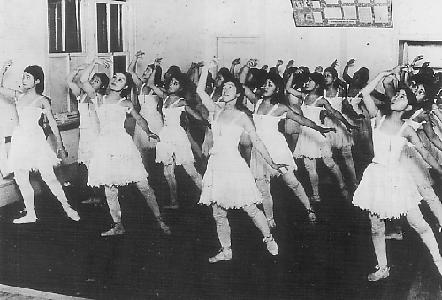
宝塚少女歌劇団ダンス教室でのレッスン風景（1919年頃）
最前列最右から初瀬音羽子、篠原淺茅、高濱喜久子、秋田露子

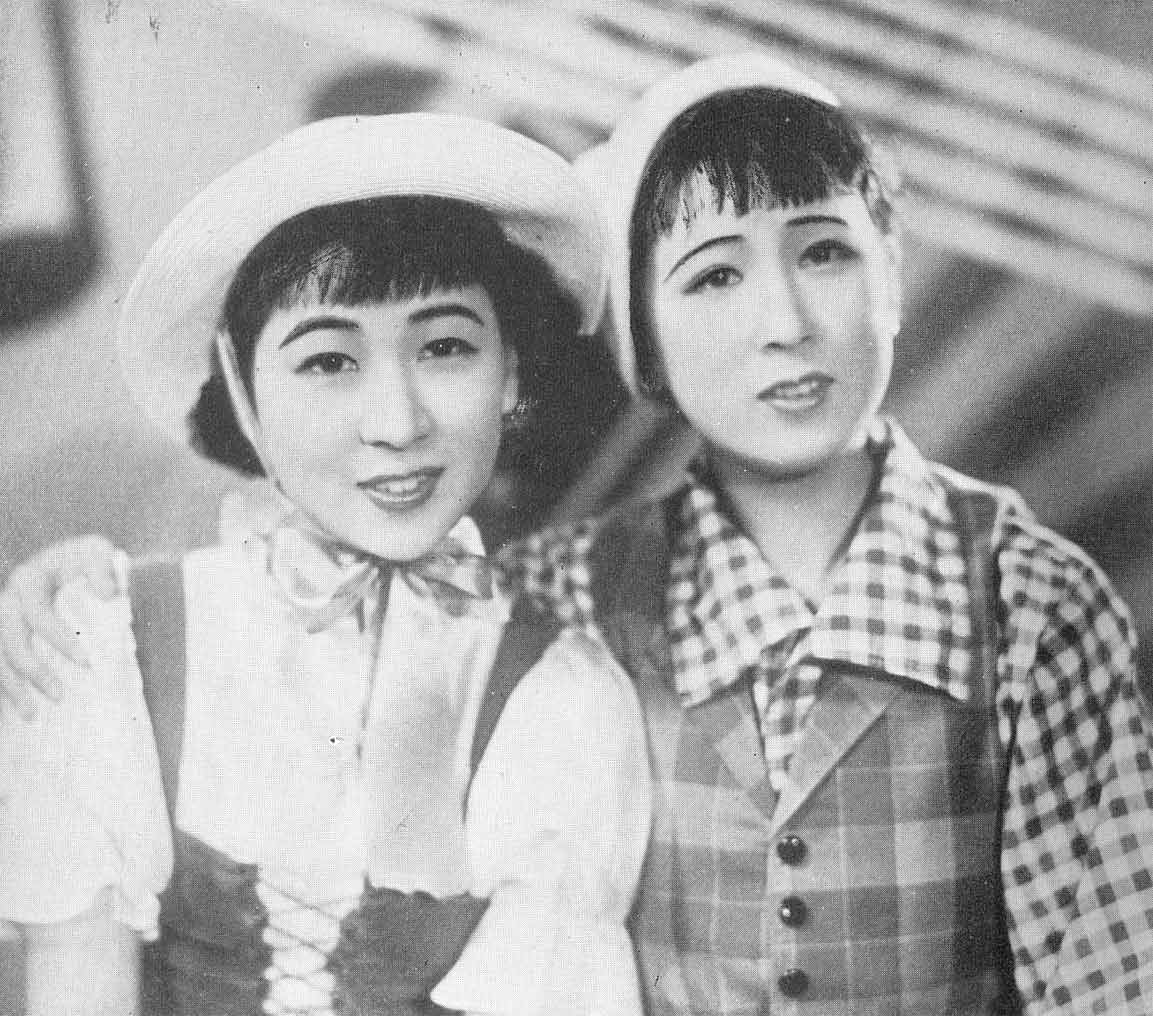
ヘンゼル役・月野花子 グレーテル役・秩父晴世
1935年

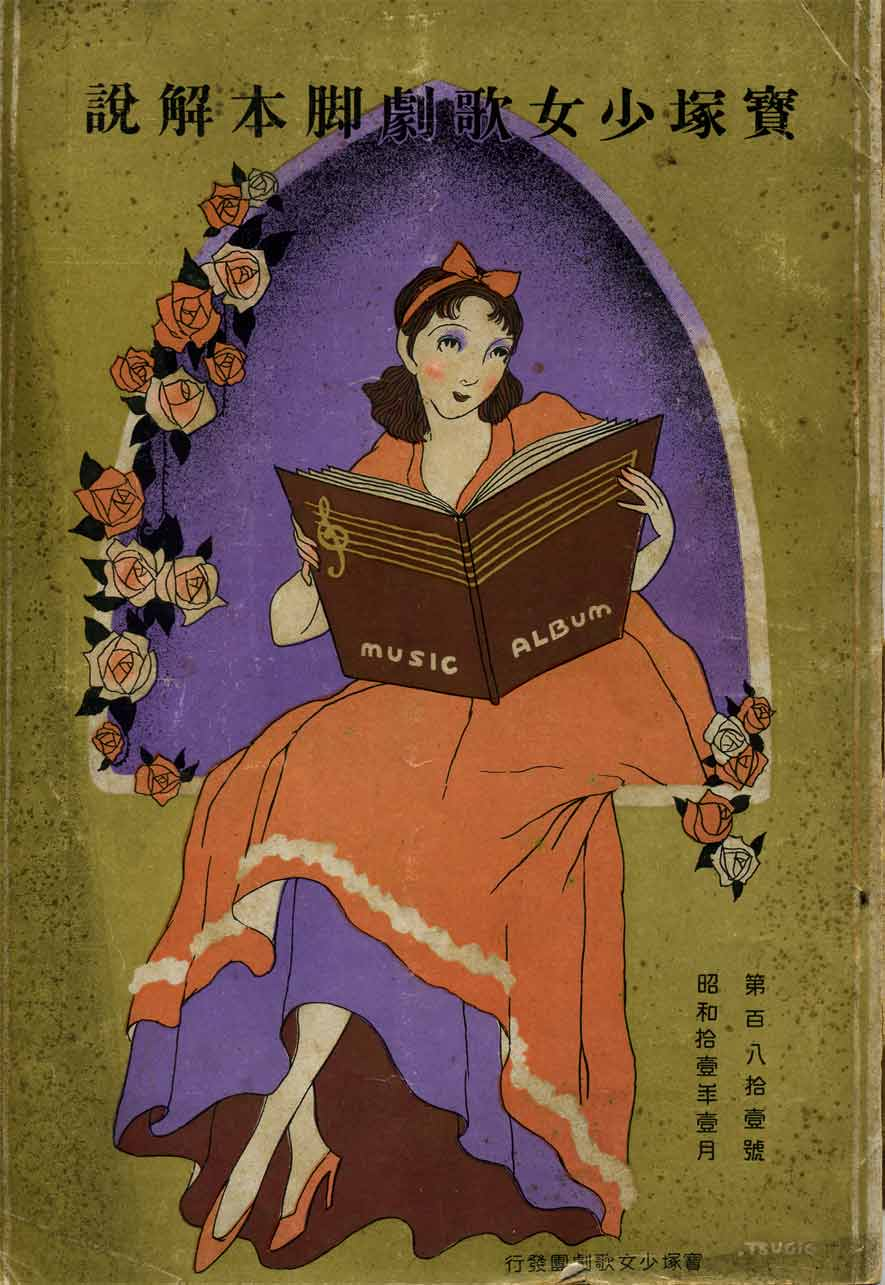
1935年、当時の脚本集

### 歴史

#### 黎明期
阪急電鉄の前身、箕面有馬電気軌道創始者の小林一三が、三越少年音楽隊や白木屋少女音楽隊に想を得て、1913年（大正2年）に結成した宝塚唱歌隊を前身とする。宝塚新温泉の室内プール「パラダイス」が閉鎖された際、これを活用して集客のために温泉場の余興として、少女たちが歌を披露する目的で組織され、尋常小卒の少女に大卒者同等の給与を払う厚遇であった。12月に宝塚少女歌劇養成会に改称した。1914年（大正3年）4月1日から5月31日まで宝塚新温泉で初演した。初演演目は桃太郎を題材した歌劇『ドンブラコ』、『浮れ達摩』、ダンス『胡蝶』、管弦合奏、合唱であった。この年の平均入場者数は1日当たり1100人で、新温泉入場者は観覧無料として観客は次第に増加した。以後の数年間はパラダイス劇場と公會堂劇場で正月・春期・夏期・秋期の年4回公演を中心に活動した。
1918年（大正7年）5月26日、帝国劇場で東京初公演。機関誌『歌劇』が創刊される。『クレオパトラ』でヒロインを交代で演じた雲井浪子と篠原淺茅が人気を博した。この年の平均入場者数は一日当たり2000人で、徐々にその人気を伸ばした。
1919年（大正8年）に、私立学校として認可が下り宝塚音楽歌劇学校を設立する。少女歌劇養成会は解散して新たに宝塚少女歌劇団として発足する。予科1年、本科1年、研究科からなる学校組織となった。
1921年（大正10年）に公演が増加して花組と月組に分割される。
1923年（大正12年）1月22日に、パラダイス劇場・公会堂劇場を焼失する。急遽建造された宝塚中劇場の公演を経て、1924年（大正13年）に3,000人収容の宝塚大劇場が完成した。大劇場完成に先立ち、雪組が新設された。当時の宝塚は、宝塚指定席・温泉入場券・カレーライスが各30銭で「一圓あれば一日遊べる」総合娯楽施設だった。1925年（大正14年）から年に12回本公演が行われる。

#### レビューの隆盛
1926年（大正15年）に、大阪松竹歌劇団が『春のおどり』上演の翌年に、宝塚も『春のをどり』を上演する。以後20世紀末まで『春の踊り/をどり/おどり』などとして春先に日本物ショーが上演されることが定番となった。
1927年、岸田辰彌が欧米遊学から帰国。岸田はこの経験を活かして、日本初のレビュー『モン・パリ 〜吾が巴里よ!〜』を日本人の世界旅行記をテーマにして制作する。
登場延べ人員250人、幕無し16場という大掛かりの舞台は、同年9月1日から上演されて画期的な内容で大ヒットを記録した。主題歌レコードがヒットして、当時としては露出の高い豪華な衣装も話題となった。ラインダンスを初めて演目に取り入れ、16段ながら（現在は26段）大階段も登場した。以後、少女歌劇のレビューに欠かせないものとして定着する。『モン・パリ 〜吾が巴里よ!〜』の成功後に劇団は演出家を積極的に海外へ送った。白井鐵造が帰国後、1930年に制作したのが『パリ・ゼット』である。この作品中に「すみれの花咲く頃」、「おゝ宝塚」が登場し、宝塚歌劇団を代表する楽曲として定着した。レビューの誕生に前後して、男役が登場し人気が集まり始めた。
1931年、『ローズ・パリ』で銀橋登場。
松竹歌劇団の男役・水の江瀧子が断髪して、宝塚少女歌劇団で門田芦子と佐保美代子が1932年の『ブーケ・ダムール』稽古中に髪を短くして、神代錦らが後に続いた。
1933年、星組の新設・専科制度の充実などの改革が行われる。この年上演された『花詩集』は花をテーマとしたレヴューで、1934年に東京宝塚劇場のこけら落としとしても上演された。当時の団員数は約300名と大規模なものになっていた。葦原邦子と小夜福子の二枚目男役コンビが人気を集めた。
1938年10月2日から1939年3月4日にかけて、団長：小林米三、組長：天津乙女、副組長：奈良美也子以下、雲野かよ子、初代糸井しだれ、千村克子、打吹美砂、久美京子ら、1938年9月19日に小林一三から発表された計30名の選抜メンバーと衣裳係、道具係、関係者ら合計56名が『訪独伊芸術使節団』として、豪華客船・靖國丸の第22次往航に神戸港第四突堤から乗船して命令航路を通ってナポリに到着後に、現在のドイツ（ベルリン、ドレスデン、デュッセルドルフ、ミュンヘン、ライプチヒ、ケルンなど）・イタリア（ローマ、フィレンツェ、ベニス、ミラノ、ナポリなど）・ポーランド（ワルシャワ、ヴロツワフ(1938年当時はドイツ領ブレスラウ)）・クロアチア（リエカ、1938年当時はイタリア領フィウメ）を巡行して劇団史上初の海外公演を行った。復路はドイツで仕立てた制服を着用して選抜メンバーは意気揚々と客船・伏見丸の第68次復航にナポリから乗船して日本に帰朝した。選抜メンバー一行がイタリアのナポリ港に到着した時の様子やドイツのベルリン公演の模様を伝えるニュース映像や、イタリアに向けて航行している往路で、靖國丸の船上で撮影されたモノクロの集合写真などが現存する。1939年5月に宝塚映画によって『日・独・伊親善宝塚振袖使節道中記』の題名で海外公演の模様を記録した短篇ドキュメンタリー映画が製作された。
1939年4月5日から同年7月4日にかけて、団長：吉岡重三郎、組長：小夜福子、副組長：三浦時子以下、春日野八千代、櫻町公子、月宮みつる、佐保美代子、草笛美子、霧野都ら、同年3月5日に、宝塚音楽学校講堂で挙行された訪独伊芸術使節団の帰国歓迎会で小林一三から発表された計40名の選抜メンバーと衣裳係、道具係、関係者ら合計60名が『訪米芸術使節団』として、豪華客船・鎌倉丸の第2次往航に神戸港から乗船してアメリカ合衆国（ホノルル、サンフランシスコ、ロサンゼルス、ニューヨーク、ポートランドなど）へ出帆して劇団史上2度目の海外公演を行った。復路は豪華客船・氷川丸の第59次復航にシアトルから乗船して日本に帰朝した。氷川丸に乗船中は、船内のすき焼きパーティーや船長主催のパーティーに積極的に参加して、華やかな装いと立ち居振る舞いで他の船客たちを魅了した。選抜メンバー一行が着物姿でロサンゼルス市ハリウッドにあるRKOラヂオ映画社の映画スタジオを見学している様子を撮影したモノクロ写真や、アメリカ公演の模様やニューヨーク観光をしている選抜メンバーの様子などをとらえたモノクロ映像、同年6月21日にカナダのバンクーバーで撮影されたカラー映像が現存している。

#### 第二次世界大戦の影響

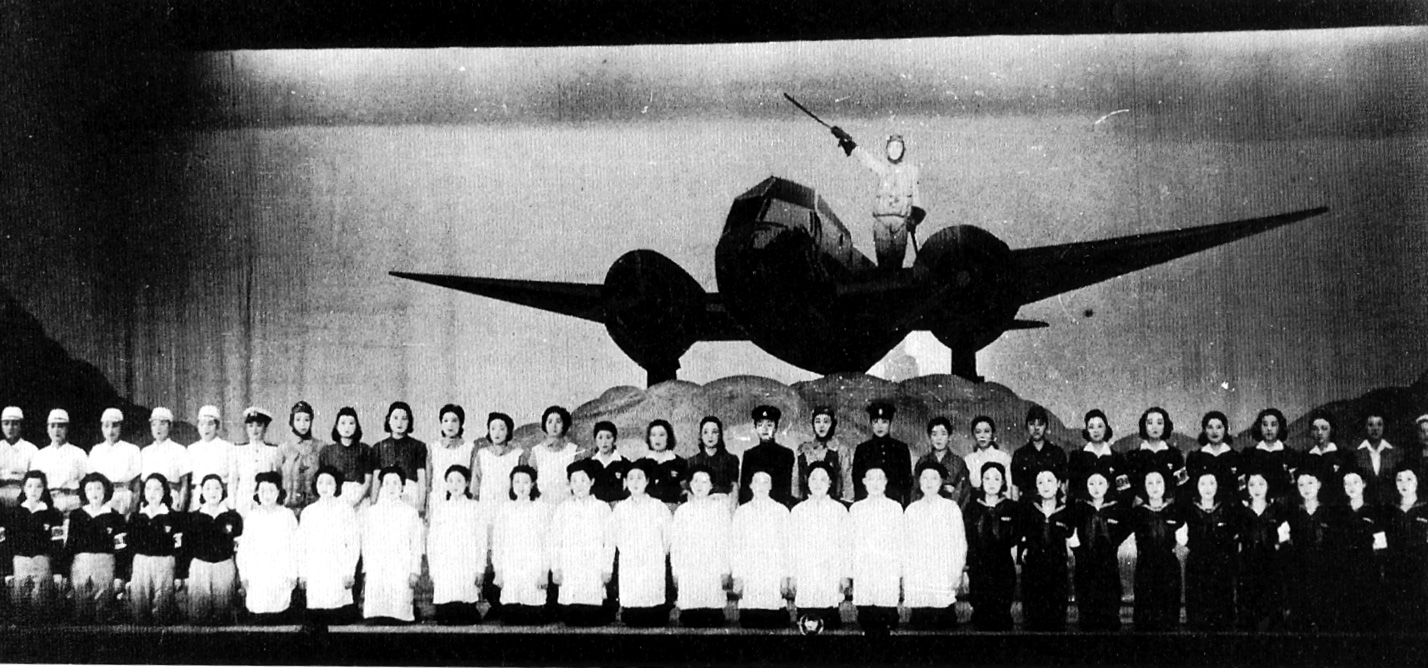
1943年3月『翼の決戦』（壇上が春日野八千代）

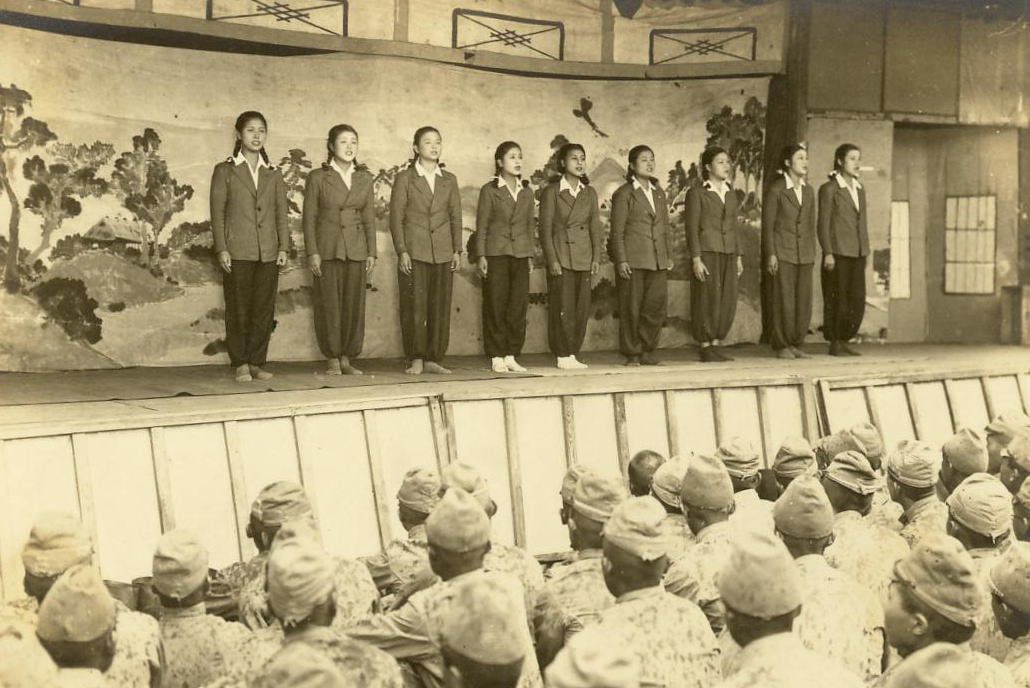
1943年頃、慰問公演の様子

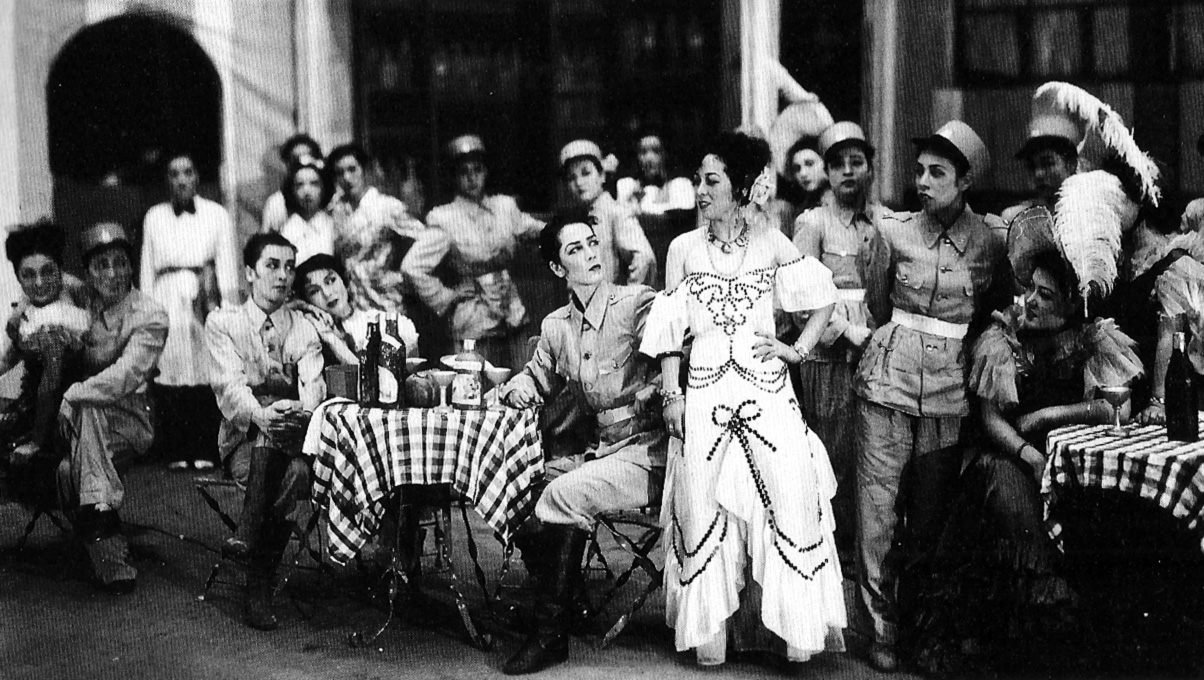
1948年『再び君が胸に』（中央男役：越路吹雪、女役：深緑夏代）

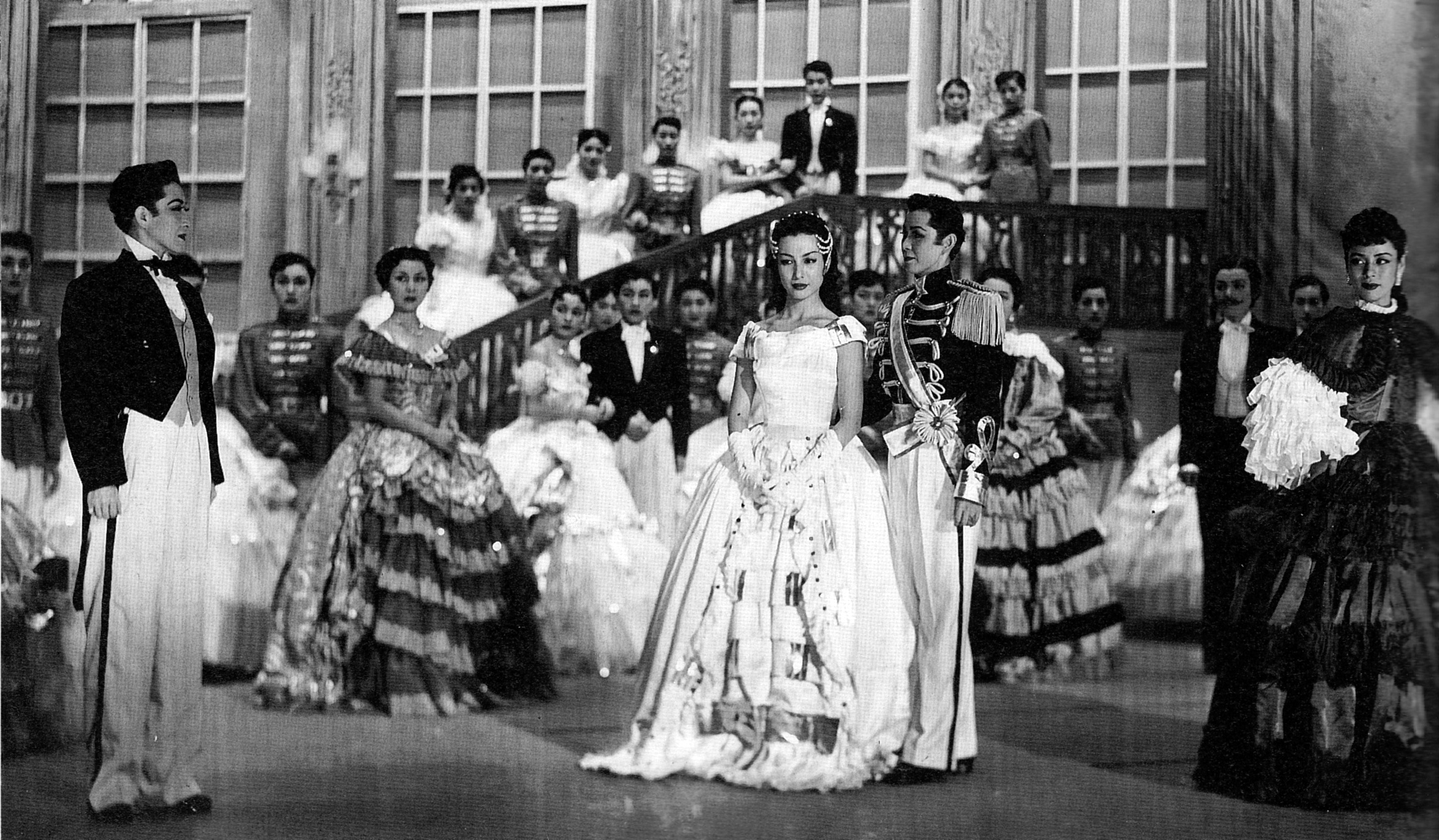
『君の名は』前列左から、春日野八千代・新珠三千代・神代錦・故里明美

1934年の『太平洋行進曲』を皮切りに、作品タイトルにも大東亜戦争を意識した題名が表れる。ほかに『揚子江』『満州より北支へ』などといったものが見受けられる。
1938年に星組を廃止して、同年12月に学校と劇団を完全に分離した。1940年に大日本国防婦人会宝塚少女歌劇団分会が設立され、全生徒が加入させられた。軍需工場・軍病院へ慰問するようになる。同年、宝塚歌劇団に改称。
1940年に外来語のタイトルが消滅し、それ以後はほぼすべての公演に軍国主義的な演目が登場する。1942年からは満州国で公演された。
1941年に、内海重典の脚本・演出の『宝塚かぐや姫』が上演。その作品でかぐや姫を演じた小夜福子が歌った「さよなら皆様」（内海作詞、河崎一朗作曲）は終演後に劇場に流されるBGMに採用されるなど、現在の宝塚歌劇団でも歌い継がれる曲のひとつとなっている。
1944年3月5日、空襲が激化して宝塚大劇場が閉鎖となり、大日本帝国海軍に接収されて宝塚海軍航空隊（実際は特攻潜水艇回天の搭乗員養成）の隊舎として使用された。最終公演は『翼の決戦』であり、“夢”や“希望”のない内容であっても、ファンが殺到して宝塚大橋を越えて、宝塚南口駅付近まで長蛇の列を作った。大戦中は全国各地で慰問公演を中心に細々と活動し、一方で「女子挺身隊」として、川西航空機宝塚製作所（跡地は阪神競馬場になった）や縫工所などに動員させられて、労働奉仕を行った。
第二次世界大戦終結後の初公演は、1945年10月から大阪北野劇場で行われた。1946年に、宝塚音楽舞踊学校を宝塚音楽学校と改称し、4月22日から宝塚大劇場で公演を再開した。再開第1作は『カルメン』『春のおどり』の二本立てで、大戦中に入団した計3期69名がラインダンスを披露した。しかし東京宝塚劇場は進駐軍に接収されていたため、1947年より再開された東京公演は日本劇場・帝国劇場などで行われた。1948年に10年ぶりで星組が復活した。
花組の越路吹雪&新珠三千代コンビ、そして雪組の春日野八千代と乙羽信子が人気を博した。春日野は戦前から長期間にわたり二枚目男役スターとして第一線で活躍し、困難な時代に宝塚を支え続けた。
1951年、『虞美人』を初演する。馬が登場するなど迫力ある舞台が大ヒットしてロングランとなり、『ジャワの踊り子』など名作が数多く誕生している。
1955年に東京宝塚劇場公演が再開された。

#### 舞台芸術としての発展
1954年に日伊合作映画『蝶々夫人』をチネチッタ撮影所で撮影するために、先にイタリアに渡っていた八千草薫と寿美花代に続いて、東郷晴子、淀かほる、鳳八千代らトップスターと、伊吹友木子、朝日奈世志子、梓真弓、筑紫まりら選抜メンバー15名が10月2日午後4時20分に羽田空港からエールフランス航空機に搭乗してイタリアのローマへ出発した。選抜メンバーの一団が羽田空港を離陸後にサイゴン - カラチ - ベイルートを経由してローマ近郊のローマ・チャンピーノ空港に到着したときの模様や、チネチッタで撮影中の様子を伝える白黒のニュースフィルムが現存する。一団は全撮影を終了して11月12日午後9時羽田空港着のエールフランス航空機で約40日ぶりに帰国して、12月28日に八千草が帰国した。制作費は当時の約2億円であった。この渡航をきっかけに海外公演が急増する。
1951年に演出家の内海重典が渡米して1952年に帰国し、ブロードウェイですでに導入されていた紗幕やコードつきのハンドマイクを取り入れた。1955年に上演された『ブルーハワイ』で、世界で初めてドライアイスを使ったスモーク効果を使用する。これは演出家・内海重典の思いつきから発想した。
1957年、『モン・パリ』で史上最大となる50段の大階段が登場する。
1958年は、天覧・台覧公演が相次いだ。4月1日に東京宝塚劇場で香淳皇后・皇太子明仁親王・義宮正仁親王・秩父宮妃が『花詩集』を、10月30日に昭和天皇・皇后・義宮正仁親王・清宮貴子内親王が『光明皇后』『三つのワルツ』を鑑賞した。11月1日に皇太子明仁親王が単独で宝塚大劇場で『秋の踊り』を観劇した。宝塚音楽学校が前年から二年制となった影響で、この年の初舞台生はいない。一方で4月1日に宝塚大劇場で月組・香月弘美がセリに巻き込まれ死亡する凄惨な事故も発生している。この事故によりセリは使用中止になり、1959年に安全装置が完成した。
この年は日本の民俗芸能を舞台化する目的で「郷土芸能研究会」を発足させ、日本各地の伝統芸能、祭事、芸能催事の取材、記録や収集を開始した。この活動は約20年間継続して行われた。これらは日本民俗舞踊集として舞台化され、1958年に雪組による第1集：南紀篇、南紀太地の『鯨』を始めとして、月組による第5集：奥羽篇『花のみちのく』など、合計22作品が発表された。
1960年の『華麗なる千拍子』（寿美花代主演）は大ヒット作となった。宝塚のみならず、主題歌もヒットした。東京で再演ののち、1961年に芸術祭賞を受賞し、1962年も九州の郷土芸能をテーマにした『火の島』で同賞を受賞している。明石照子・寿美花代らが人気を集め、退団の際は「さよならショー」が上演された。これは今日でも恒例である。寿美、明石が去ったあとの1960年代中期は、マルサチオソノの愛称で知られる那智わたる、内重のぼる、藤里美保がファンから多大な支持を受けた。
1960年代後半に、海外から振付家を招聘し『シャンゴ』（真帆志ぶき主演）などそれまでの宝塚のイメージと異なるショーが誕生した。『ウェストサイド物語』『オクラホマ!』『回転木馬』といった海外ミュージカルの日本初演も、この時期の宝塚である。『ウェストサイド物語』は芸術祭賞を受賞した。3Kトリオこと甲にしき・上月晃・古城都らが人気を集めた。
1968年6月から、本公演で若手団員による「新人公演」が定例となった。当初は2回ずつ別のメンバーで行われていたが、1984年以降は1回のみとなる。
1970年の大阪万博に際し、万博会場と同じ阪急沿線の宝塚も観客を呼び込もうと『タカラヅカ EXPO70'』を上演。上月晃らスターの退団と重なったことで、狙い通り連日満員の大盛況となった。このとき、万博の観光客（従来のファン以外）を退屈させないよう公演時間を短縮し、2幕2時間半、幕間に30分休憩の公演形式が確立された。

#### 低迷期とベルサイユのばら登場
テレビの普及・娯楽の多様化につれて劇場稼働率は低下し、赤字が連続した。一部に「宝塚とブレーブス球団は阪急の2大お荷物」と揶揄するマスコミもあった。人件費節約のため、1972年4月に満57歳を定年とする定年制度が発表されて7月1日より導入された。
1974年に植田紳爾が脚色した『ベルサイユのばら』が、この窮地を救った。社会現象を巻き起こしていた同漫画を舞台化すると、月・花・雪・星の各組が上演して140万人の観客を動員する大ヒットで空前の宝塚ブームとなった。少女のファンが急増し、宝塚音楽学校の倍率もそれまでの5倍から20倍前後の難関となり「東の東大、西のタカラヅカ」と呼ばれるようになる。ベルばらシリーズで主要な役を務めた榛名由梨・鳳蘭・安奈淳・汀夏子は「ベルばら四強」と呼ばれ人気を集めた。
1975年に、公演期間が約1か月半の年8回公演となる。1976年では宝塚ブームの冷めぬうちに『風と共に去りぬ』を上演し、榛名が二枚目男役として初めて髭をつけた。1970年代から、柴田侑宏が『星影の人』『あかねさす紫の花』などのオリジナル名作を多数発表する。
1978年に、宝塚バウホールが開場する。『ホフマン物語』初演に、以後スター・スタッフの育成を目的として実験的な公演が行われている。
この時期、1970年代後半から、スターが円形の羽を背負うことが恒例となり、以後は徐々に巨大化して舞台を華やかにしている。

#### スターシステムの確立
1980年代からスターシステムが確立し、組の主演者が主演男役（トップスター）に固定される。トップスターへ昇格するためにはさまざまな条件を満たす必要があり、ファンは誰がスターになるか予想し、長期的に応援し易くなった。
同時に、私設ファンクラブの活動も活発になる。1980年代初頭までは、劇団員に手渡しで飲食物の差し入れをする・劇団員がその場でファンを喫茶に誘うなど、団員とファンは近い存在だったことが窺えるが、現在はこのような行為はない。集団の過剰な拍手が機関誌の投書欄で問題視されることも多い。出演者へのかけ声も禁止されている。
組替えがあるもののスターの地位が固定されることで、トップスターとトップ娘役だけでなく二番手男役スターとの掛け合いやコンビーネーションも人気を集め、雪組の麻実れい・寿ひづる・遥くららの3人はゴールデントリオと謳われた。
各組の特色も徐々に明確化され、特に昭和末から平成初期は「ダンスの花組」「芝居の月組」「日本物の雪組」「コスチュームの星組」と呼ばれた。
1982年に、トップスター松あきら・二番手男役寿ひづるがともに『夜明けの序曲』で退団する。観客と一体となった舞台の熱気はすさまじく、芸術祭大賞を受賞した。
1984年に、星組の大劇場ヒロインに湖条れいかが抜擢され、すでにトップ娘役の地位にあった南風まいとともに1986年までWトップ娘役体制となる。
1985年に、月組トップコンビの大地真央・黒木瞳が同時に退団した。以後、トップスターとその相手役が同時退団することは珍しくなくなったが「いい部分を次代のスターに継承できない」との批判もある。
1986年に、星組公演『レビュー交響楽』で126人のラインダンスを披露し、これが最多規模の実施である。
1987年に『ミー・アンド・マイガール』を日本で初演したのちに同一キャストで再演し、現行の公演システムで唯一のロングラン例である。
1989年（昭和64年 - 平成元年）1月7日に昭和天皇の崩御を受け、当日と翌日の全公演を中止し、大喪の礼当日の2月24日も公演を中止した。同年から“20世紀最後”と銘打った『ベルサイユのばら』の再演が開始され、1970年代の初演に対し「平成のベルばら」と称される。1991年に、月組『ベルサイユのばら』（主演：涼風真世）を皇太子徳仁親王が観劇した。
1992年に、雪組『忠臣蔵〜花に散り雪に散り〜』で宝塚大劇場を閉場した。1993年に新・宝塚大劇場が開場した。こけら落とし公演は『宝寿頌』『PARFUM DE PARIS』であった。春日野八千代のほかに各組のトップスターが日替わりで出演し、高田賢三デザインの衣装も話題となる。高田はメイク・靴なども担当したことから大きく影響し、本公演を境に舞台メイクがよりナチュラルへ変化した。
1995年1月17日に、阪神・淡路大震災が発生した。劇団員に犠牲者は無かったが、本拠地の公演中止を余儀なくされて3月31日から『国境のない地図』で公演を再開したが、以後の観客動員数は大幅に低下し、元の水準に戻ったのは2001年である。
1996年、『エリザベート』を雪組が一路真輝の主演で日本で初演する。「死神」の暗いイメージに前評判は今ひとつだったが、初日が開いた途端に絶大な支持を集める大ヒット作品となった。その後も複数回再演され、定番の演目の一つとなった。

#### 宙組誕生から100周年まで
1997年12月に、旧・東京宝塚劇場を閉場して、新築立て替え工事を開始する。工事期間中は、帝国劇場で2回公演したのちに、有楽町駅近傍で仮設のTAKARAZUKA1000days劇場を設けて公演を継続し、約1,000日間使用された。
1998年1月、東京で通年公演実現のため、宙組が新設される。初代トップスターは姿月あさと、トップ娘役は花總まり。香港公演『夢幻宝寿頌』『This is TAKARAZUKA！』が組として最初の公演となる。
1999年に、愛華みれと稔幸がトップスターに就任する。すでにトップの地位にあった真琴つばさ・轟悠とともに、2001年まで同期生トップスターとして並び立つ。同時期に4名は最多となる。
2000年5月、当時の2番手・3番手男役スター10名全員が専科へ異動することが発表された。突然の事態にファンは騒然となり、公式ウェブサイトにアクセスが殺到した。

専科は、黎明期に分野別に実力のあるスターが配属され、1970年代まではスターが所属し各組へ主演格で特別出演していたが、スターシステムの確立以後はベテラン脇役が所属することが慣例となり、スター10名が一度に異動することは稀であった。劇団は、従来の専科と異なりスターとして特別出演すると説明しており、異動者の中からは後に各組のトップスターに就任する者もいた。
2001年に、新・東京宝塚劇場が開場する。建設期間中の1998年から2000年まで3年間は、仮設の1000days劇場の稼働率は96%で、その後も東京はほぼ100%を堅持したが、人口が少なく劇場の大きい宝塚は90%前後であった。隣接した宝塚ファミリーランドが閉鎖されるなど、歌劇団の制作部企画室もファンの高齢化を指摘した。
2004年は、創立90周年を迎えて「百年への道」と冠した歌を奉唱した。安蘭けい、瀬奈じゅん、貴城けい、水夏希、霧矢大夢、大和悠河ら当時の中堅スター6名が所属していた組以外の公演に特別出演し、瀬奈と水は後に出演した組への組替えを経て、トップスターに就任している。
2009年は、創立95周年を迎えて同題で奉祝式典を挙行するなど、来る2014年の創立100周年を志向するほかに、『太王四神記』『相棒』などの人気テレビドラマや、『逆転裁判』などゲームを題材にした作品の上演など新機軸に取り組み、本公演の公演期間を短縮して5組化以降の懸案だった年10回の本公演を実現した。一方、東西両方の劇場で従来のA席・B席を大幅に縮減してSS席・S席のチケットを値上げした。
2010年は、本拠地の宝塚大劇場の年間動員数が100万人を割り込み、約80万人にとどまった。阪神・淡路大震災の影響で約2か月半休演して通常より公演期間が短く、約96万人であった1995年度以来、初めて100万人を下回った。

#### 100周年以降の黄金期
2014年に創立の初公演から100周年を迎えた。4月に宝塚大劇場で、OGと現役スターが出演する祭典および記念式典が行われた。100周年記念公演は、月組がレビュー『TAKARAZUKA花詩集100!!』などを3本立てで上演。さらに『ベルサイユのばら』や『エリザベート』など、人気演目の再演が行われた。
一時期落ち込んでいた年間動員数は、100周年のイベントや演目効果から回復する。2014年度の観客動員数で、宝塚大劇場が約118万人、東京宝塚劇場が約98万人を記録し、大劇場は1993年の現劇場開場以来、東京宝塚劇場は2001年の現劇場開場以来、それぞれ過去最高の動員人数を記録した。2015年以降も、雪組・早霧せいなが主演して『ルパン三世』『るろうに剣心』など知名度が高い漫画作品を舞台化して、新たなファンを得た。
2015年4月1日に、小川友次が同劇団の理事長に就任し、宝塚大劇場・東京宝塚劇場公演のラインナップ発表を8か月前に早めた。従来は協賛公演で制作発表を行っていたが、新作でも制作発表を定例化している。
100周年以降の新規ファンが定着したことに加え、様々な改革が功を奏したことで、2016年も宝塚大劇場・東京宝塚劇場ともに集客率100%超えを達成。3年連続で集客率100%超えを達成し、外部劇場公演と合わせると3年連続で270万人の動員を達成。2017年には先述の早霧せいなが、雪組トップスター在任中の宝塚大劇場公演で、史上初となる5作連続集客率100%を達成。一方で、チケットの入手が困難になり、映画館のライブビューイングにも注力をしはじめ、トップスターの退団公演以外にも、2017年からは外部劇場公演の一部でも行うようになっている。
2018年、宙組設立より20周年を迎える。記念公演として、ミュージカル『WEST SIDE STORY』の上演や、組誕生時のレビュー『シトラスの風』の再演などが行われる。2月に歴代の宙組トップスターと現役の宙組生が出演し、20周年記念イベントが実施された。さらにこの年、観客動員が過去最高の277万人を記録し、稼働率も宝塚大劇場では102.8%、東京宝塚劇場は101.8%といずれも過去最高となった。

#### 新型コロナウイルス感染症の影響
2020年、新型コロナウイルス感染症（COVID-19）の世界的流行が発生。日本においては、感染拡大防止の観点から演劇の興行が全て中止となる未曾有の事態となり、宝塚歌劇も2月末より約4か月にわたって本公演・バウホール公演など全ての公演が中止となった。公演再開後も、演目やスケジュールの大幅な見直しを余儀なくされたことに加え、多数の影響が生じた。以下、その一例を示す。
- 舞台上や稽古における出演者・スタッフ同士の密集を避けるため、出演者を減員。主に出番の少ない下級生を2チームに分け、一定期間ごとにチームを入れ替えての出演となる。
- 劇場内における感染予防対策の徹底。座席の販売を1席おきにするなど、観客同士の距離を保つための対策も行われる。
- 本公演のオーケストラが生演奏から録音演奏となる。
- 花組大劇場公演『はいからさんが通る』以降の新人公演が全て中止。
- 既に発表済みであった雪組トップコンビの望海風斗と真彩希帆、月組トップコンビの珠城りょうと美園さくらの退団が双方とも延期。
- 例年4月に行われる初舞台公演が9月となる（月組『WELCOME TO TAKARAZUKA －雪と月と花と－』『ピガール狂騒曲』）。
- 『タカラヅカスペシャル2020』の中止。

しかし、公演再開後に生徒から罹患者が出たことで再度の公演中止に追い込まれるなど、平時とは程遠い状況が続き、舞台の一部をネット配信するなどの新たな試みも行われた。
2021年3月、感染予防対策が一定の進捗を得たことから、出演者の減員を終了（月組『桜嵐記』『Dream Chaser』以降の公演が対象）。同時に新人公演、オーケストラによる生演奏も再開。なお、一部の新人公演に限り特例として100期生（研8）が出演することになる。同年には、専科生および劇団理事として長年に渡り劇団を牽引してきた松本悠里、轟悠が相次いで退団するなど、様々な課題を抱えた中での変革期を迎えている。

#### 変革期の到来
2023年9月30日、宙組所属の現役生徒が宝塚市内の自宅マンションから飛び降り自殺をしたことが判明。これを受け、初日を迎えたばかりの宙組宝塚大劇場公演が全日程休止となる。当該生徒は週刊誌において、上級生からのいじめを受けていることを想起させる内容が書かれていた。さらに新人公演の長として、組長をはじめとする上級生からの強いプレッシャーにも晒されていた。当初行われた外部弁護士による調査では、「強い心理的負荷がかかっていたことは否定できない」としつつ、「いじめやハラスメントは認められなかった」と公表されたものの、その調査結果にファンやメディアからの批判が殺到する。その後行われた再調査において、パワーハラスメントを全面的に認定。2024年3月、劇団側が被害者生徒に公式に謝罪することになった。本来、2024年は創立110周年を迎え、数々の式典や10年おきの大運動会が行われる予定であったが、それらは全て中止となった。さらに宙組で上演予定であった『宝塚110年の恋のうた』『FINAL FANTASY XVI』の公演も中止となり、演目が見直された上で代替公演が行われることなった（ショー『Le Grand Escalier　－ル・グラン・エスカリエ－』のみの一本立て）。
現役生徒の自殺という衝撃的な事件に加え、一連の劇団の対応、さらには劇団内における特異なシステムが問題視されることとなり、変革が迫られることとなった。具体的には、本公演の回数や稽古スケジュール、新人公演のシステムを変更し、生徒への負担を減らす取り組みが行われたほか、劇団内部での慣習や指導方法の見直しなども挙げられる。しかし、渦中の宙組は半年以上にわたって公演が中止となったばかりか、いじめやパワーハラスメントに関与したとされる上級生が表立った処分を受けることなく舞台復帰するなど、改革自体は未だ完全とは言えない状況にある。

### 年譜
- 1913年（大正2年）7月 - 阪急電鉄内に宝塚唱歌隊（この年の12月に宝塚少女歌劇養成会に改称）を組織。
- 1914年（大正3年）3月 - 宝塚新温泉内パラダイス劇場で上演開始。公演演目は『ドンブラコ』ほか3本立て。
- 1918年（大正7年）
  - 5月 - 東京で初めての公演を帝国劇場で催す。
  - 8月 - 機関誌『歌劇』を創刊。
- 1919年（大正8年）1月 - 宝塚音楽歌劇学校を創立。宝塚少女歌劇養成会は解散し、生徒と卒業生から組織される宝塚少女歌劇団に改称。
- 1921年（大正10年）10月 - 花組・月組が誕生。
- 1924年（大正13年）7月 - 雪組を新設。旧・宝塚大劇場が完成。
- 1927年9月 - 日本初のレビュー『モン・パリ 〜吾が巴里よ!〜』初演、大ヒット。
- 1930年8月 - レビュー『パリゼット』初演（白井鐵造作）。主題歌は「すみれの花咲く頃」。
- 1931年、「ローズ・パリ」で銀橋登場。
- 1933年7月 - 春日野八千代の台頭と東京公演の増加のため星組を新設。
- 1934年
  - 1月 - 旧・東京宝塚劇場が開場。
  - 12月 - 宝塚女子友の会（現・宝塚友の会）が発足。
- 1935年1月 - 宝塚大劇場が全焼。この年の4月に完成。
- 1939年
  - 4月 - 時局悪化のため星組を廃止。
  - 12月 - 宝塚音楽歌劇学校が改称し、宝塚少女歌劇団と宝塚音楽舞踊学校に分離。
- 1940年10月 - 宝塚少女歌劇団を宝塚歌劇団に改称。
- 1944年3月 - 第二次世界大戦により宝塚大劇場と東京宝塚劇場が閉鎖。3月4日、この日限りで休演、阪神地方のファンが殺到し、警官が抜刀整理[66]。
- 1946年4月22日 - 宝塚大劇場が公演再開。公演演目は『カルメン』『春のをどり』。
- 1947年4月1日 - 東京公演再開。東京宝塚劇場は進駐軍接収されていたため、日劇、江東劇場、帝国劇場などで上演されていた。
- 1948年8月1日 - 労働基準法対応のため星組を再設する。
- 1951年8月 - 初の一本作『虞美人』を公演。大ヒットし、3か月間のロングラン。
- 1955年 - 東京宝塚劇場の接収が解除。
- 1957年 - 『モン・パリ』で史上最大50段の大階段が登場。
- 1958年
  - 2月1日 - 東京宝塚劇場の舞台で火災が発生。3人が死亡、16人が重軽傷[67]。
  - 4月1日 - 月組の香月弘美が宝塚大劇場の舞台機構の回転軸に巻き込まれて公演中に事故死[68]。
- 1960年 - 『華麗なる千拍子』初演。第15回芸術祭大賞（大衆芸能部門）を受賞。
- 1961年 - 『火の鳥』で第16回芸術祭大賞（大衆芸能部門）を受賞。
- 1967年 - 宝塚歌劇初の海外ミュージカル作品『オクラホマ!』を上演。
- 1971年 - 演出助手が公募され第一号として三木章雄らが入団[69]。
- 1974年8月29日 - 『ベルサイユのばら』初演、大ヒット。
- 1976年
  - 本公演の公演期間を延長し、年8回の公演となる。
  - 『ベルサイユのばら』で第2回菊田一夫演劇賞・特別賞を受賞。
- 1978年4月1日 - 宝塚バウホールが開場。
- 1986年 - 星組公演『レビュー交響楽』で126人のラインダンス。
- 1982年 - 『夜明けの序曲』で第37回芸術祭大賞（大衆芸能部門・2部）を受賞。
- 1993年1月1日 - 新・宝塚大劇場が新築開場。
- 1995年1月17日 - 阪神・淡路大震災で宝塚大劇場・バウホールが罹災。
- 1996年 - ウィーンミュージカル『エリザベート』初演。
- 1998年
  - 1月 - 東京公演の通年化のため、宙（そら）組を新設。
  - 5月15日 - 歌劇事業部劇場課を株式会社宝塚舞台として分社化。
  - 5月30日 - 東京宝塚劇場の改築のため、仮設劇場のTAKARAZUKA1000days劇場を開場。
- 2001年1月1日 - 新・東京宝塚劇場が開場。
- 2002年7月1日 - 宝塚歌劇専門チャンネル『TAKARAZUKA SKY STAGE』放送開始。
- 2005年
  - 第12回読売演劇大賞・芸術栄誉賞を受賞。
  - 4月1日 - （旧）阪急電鉄の持株会社化（現・阪急阪神ホールディングス）に伴い、（新）阪急電鉄に運営を移管。
- 2006年 - 東京宝塚劇場、リニューアルオープンからの来場者数500万人を達成。
- 2009年 - 本公演の公演期間を短縮し、年10回の公演となる。
- 2010年3月28日 - 宝塚歌劇検定第1回試験が開催される。
- 2011年
  - 1月 - 東京宝塚劇場のリニューアルオープンから10周年を迎える。
  - 3月3日 - 東京宝塚劇場、リニューアルオープンからの来場者数1,000万人を達成。
- 2014年
  - 2013年度朝日賞を受賞[70]。
  - 4月1日 - 創立（初公演）から100周年を迎える。
  - 4月4日 - 宝塚大劇場内に宝塚歌劇の殿堂がオープン。それに伴い、宝塚歌劇の発展に貢献したスタッフ、卒業生など100人が選出される[71][72]。
宝塚歌劇発展に寄与した100人を紹介する「殿堂」、歌劇の歴史を紹介する「企画」、「現在の宝塚歌劇」の3ゾーンで構成する展示施設[69]。
  - 4月5日 - 内閣総理大臣賞と文部科学大臣賞を受賞[73]。
  - 4月19日 - 宝塚市制60周年式典で市民栄誉賞を受賞。宝塚市民栄誉賞第一号となる[74]。
  - 10月22日 - 第2回アジアコスモポリタン賞・文化賞を受賞[75]。
- 2015年
  - 4月4日 - 第40回菊田一夫演劇賞・大賞を受賞[76]。
  - 11月17日 - 第3回ベスト・プロデュース賞（主催：日本生活文化推進協議会）を受賞[77]。
- 2020年
  - 2月29日 - 新型コロナウイルス感染症（COVID-19）流行の影響で、公演を自粛（2月29日 - 3月8日、3月12日 - 3月31日）[注 25]。
  - 7月17日 - 大劇場での公演を約4か月ぶりに再開[78]。大劇場では3月9日以来、歌劇団としては同22日（東京宝塚劇場）以来の公演[78]。ただし、再開以降も生徒・スタッフの罹患による公演中止が相次ぐ。
- 2021年
  - 4月26日 - 新型コロナウイルス感染症に関する緊急事態宣言の発出を受け、宝塚と東京で開催する公演を5月11日まで中止[79]。
- 2023年
  - 9月30日 - 25歳の現役生徒が宝塚市内の自宅マンションから転落死していたことが判明[80][81]。自殺を図ったとみられる[81]。これを受け、初日を迎えたばかりの宙組宝塚大劇場公演が全日程休止となる[82][83]。
  - 10月19日 - 歌劇団の機関誌『宝塚GRAPH』11月号（通巻918号）発行。この中の記事でパワーハラスメントの当事者とされる上級生による、9月30日に死亡した劇団員に対するハラスメントの事実を茶化していると捉えられる文章が掲載される。後日、宝塚クリエイティブアーツより、遺族に謝罪したことが発表された[84]。
  - 11月14日 - 劇団員死亡問題で、外部の弁護士による調査チームの調査報告書が発表される[85]。報告書では「強い心理的負荷がかかっていたことは否定できない」としつつ、「いじめやハラスメントは認められなかった」と記載された[85]。
  - 11月22日 - 西宮労働基準監督署が労働基準法に基づき、歌劇団に立ち入り調査を行った[86]。
  - 12月5日 - 「準備に入ることができていない」として宙組東京公演『PAGAD（パガド）』、『Sky Fantasy!』を全日程中止すると発表した[87]。
  - 12月6日 - 西宮労働基準監督署が歌劇団へ再度立ち入り調査[88]。
  - 12月19日 - 劇団が宙組の翌年2-3月の博多座、梅田芸術劇場、宝塚バウホールでの公演について、中止を発表[89]。
  - 12月23日 - 2000年以降劇団が、割増賃金の不払いや労務管理の不備があったとして労働基準監督署から計4回の是正勧告を受けていたことが発覚[90]。
- 2024年
  - 2月23日 - 劇団員死亡問題で、パワーハラスメントがあったことを歌劇団側が認め遺族側に伝えていたことが報じられる[91]。
  - 3月28日 - 阪急阪神ホールディングスの嶋田泰夫代表取締役社長、大塚順一執行役員や、劇団の村上浩爾理事長らが大阪府内のホテルで会見し、遺族に謝罪すると共に合意書締結したことを発表した。死亡した劇団員の写真とプロフィルは、劇団ホームページの「スタープロフィール」欄に掲載されていたが、この日をもって削除された[92]。宙組劇団員に処分なく、体制は現状のままとされた[93]。パワーハラスメントの当事者である上級生は会見に出席しなかった（遺族側に謝罪文を出した者はいた）[94]。
- 2025年
  - 1月14日 - 4月1日付けで阪急全額出資の株式会社宝塚歌劇団を設立すると発表[95]。同年7月を目処に阪急から事業を引き継ぐ

## 男子部
宝塚歌劇団創設時から、小林一三は「国民劇」の構想を抱いており、西洋の題目のみならず日本の時代劇なども、西洋風のメロディーで展開するものであった。宝塚歌劇団に男性団員を加入させる案は二度にわたり実施されたが、いずれも周囲の反対により本公演に出演することなく解散している。
1919年（大正8年）、宝塚音楽歌劇学校に選科を設けて第一期と第二期の計8人の男子生徒を入学させたが、10か月後に解散している。第一期に堀正旗、のちに新国劇の辰巳柳太郎、藤原歌劇団演出家の青山圭男、第二期に白井鐵造、岸田辰彌がいた。第二次世界大戦後の1945年11月に1名と12月に4名が第一期生、1946年3月に第二期生3名、1947年4月に第三期生5名、公募により宝塚歌劇団に特設された部署に男子生徒が計13名入学した。各期3年にわたり声楽、日舞、バレエ、演劇のレッスンを経たあとのデビューを目指した。しかし、女子劇団員やファンらの反対により、最後まで本公演に出演せずに陰コーラスを歌ったのみに留まる。ほかに1947年12月に女子団員1名と共演し宝塚中劇場でオペレッタ『さらば青春』を上演した。1952年1月に第四期生12名が採用されたが、前年の『虞美人』の成功で女性だけでもレベルの高い演劇を生み出せることが改めて確認されたために、小林一三は男女共演の宝塚から元の女性だけの宝塚歌劇に復帰させ、最終的に1954年3月、解散となった。同期の女性がスター街道を歩むのに、男性に宝塚では活躍の場がなく、それまでに辞める者も出て、残っていた男子劇団員のうち7名は宝塚新芸座（軽演劇）に専属座員へ移籍し演劇活動を継続し、他の6名は北野劇場ダンシングチームに専属になった。その一方で芸能界から引退し、宝塚にいたころのことを秘密にしていた者も多かった。男子部出身の有名人としては、2期生に西野バレエ団創始者の西野皓三、4期生にのちに写真家になった矢頭保らがいる。
2004年に演劇ジャーナリストの辻則彦により男子部の足跡を追った本『男たちの宝塚』が出版され、それをもとに2007年に劇作品『宝塚BOYS』が全国で上演され、2008年、2010年、2013年、2018年に再演された。

## 生徒

### 主な生徒
専科
- 英真なおき（劇団理事）

|      | トップスター | トップ娘役 |
| ---- | ------------ | ---------- |
| 花組 | 永久輝せあ   | 星空美咲   |
| 月組 | 鳳月杏       | 天紫珠李   |
| 雪組 | 朝美絢       | 夢白あや   |
| 星組 | 暁千星       | 詩ちづる   |
| 宙組 | 桜木みなと   | 春乃さくら |

主な卒業生については宝塚歌劇団卒業生を参照。

### 期別一覧（卒業生も含む）
- 1期生 - 2期生 - 3期生 - 4期生 - 5期生 - 6期生 - 7期生 - 8期生 - 9期生 - 10期生
- 11期生 - 12期生 - 13期生 - 14期生 - 15期生 - 16期生 - 17期生 - 18期生 - 19期生 - 20期生
- 21期生 - 22期生 - 23期生 - 24期生 - 25期生 - 26期生 - 27期生 - 28期生 - 29期生 - 30期生
- 31期生 - 32期生 - 33期生 - 34期生 - 35期生 - 36期生 - 37期生 - 38期生 - 39期生 - 40期生
- 41期生 - 42期生 - 43期生 - 44期生 - 45期生 - 46期生 - 47期生 - 48期生 - 49期生 - 50期生
- 51期生 - 52期生 - 53期生 - 54期生 - 55期生 - 56期生 - 57期生 - 58期生 - 59期生 - 60期生
- 61期生 - 62期生 - 63期生 - 64期生 - 65期生 - 66期生 - 67期生 - 68期生 - 69期生 - 70期生
- 71期生 - 72期生 - 73期生 - 74期生 - 75期生 - 76期生 - 77期生 - 78期生 - 79期生 - 80期生
- 81期生 - 82期生 - 83期生 - 84期生 - 85期生 - 86期生 - 87期生 - 88期生 - 89期生 - 90期生
- 91期生 - 92期生 - 93期生 - 94期生 - 95期生 - 96期生 - 97期生 - 98期生 - 99期生 - 100期生
- 101期生 - 102期生 - 103期生 - 104期生 - 105期生 - 106期生 - 107期生 - 108期生 - 109期生 - 110期生
- 111期生

## 作品

### 主要な作品

#### オリジナル作品

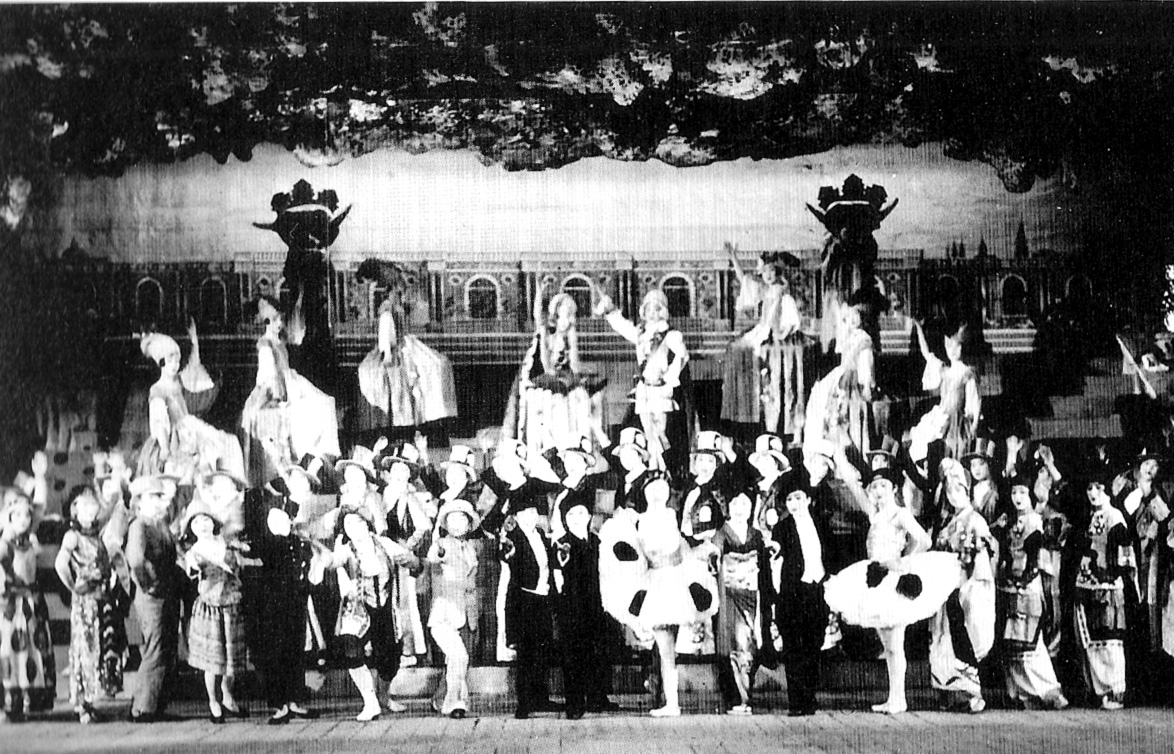
1928年「モン・パリ」（再演）

- モン・パリ（1927年・1928年・1947年・1957年・1977年・1987年・1997年・2015年・2017年）
- 花詩集（1933年・1958年・1963年・2014年）
- 忘れじの歌（1938年・1967年・1982年）
- 南の哀愁（1947年・1948年・1949年・1953年・1956年・1958年・1964年・1988年）
- ジャワの踊り子（1952年・1982年・1983年・2004年）
- ダル・レークの恋（1959年・1997年・2007年・2021年）
- 華麗なる千拍子（1960年・1961年・1962年・1999年・2000年・2002年）
- 花のオランダ坂（1962年・1963年・1967年・1974年）
- 霧深きエルベのほとり（1963年・1967年・1973年・1983年・2019年）
- ノバ・ボサ・ノバ（1971年・1972年・1976年・1999年・2011年）
- アルジェの男（1974年・1983年・1984年・2011年・2019年）
- あかねさす紫の花（1976年・1977年・1995年・1996年・2002年・2006年・2018年）
- バレンシアの熱い花（1976年・1979年・2007年・2016年・2023年)
- 星影の人（1976年・1977年・2007年・2015年）
- 琥珀色の雨にぬれて（1984年・1987年・2002年・2003年・2012年・2017年・2024年）
- ヴァレンチノ（1986年・1992年・1993年・2011年）
- 哀しみのコルドバ（1985年・1995年・2009年・2015年・2021年）
- 硬派・坂本竜馬!（1989年・1996年・2006年）
- ル・ポアゾン 愛の媚薬（1990年・2011年・2021年）
- メランコリック・ジゴロ -あぶない相続人-（1993年・2008年・2010年・2015年・2018年）
- サザンクロス・レビュー（1997年・2001年・2002年・2003年）
- シトラスの風（1998年・2014年・2015年・2018年）
- 再会（1999年・2002年・2009年）
- 大海賊 -復讐のカリブ海-（2001年・2015年・2024年）
- エンター・ザ・レビュー（2005年・2006年・2008年）
- 愛するには短すぎる（2006年・2011年・2012年・2023年）
- Apasionado!!（2008年・2009年・2012年・2016年）
- Heat on Beat!（2009年・2010年・2012年・2024年）

#### 原作を有する作品

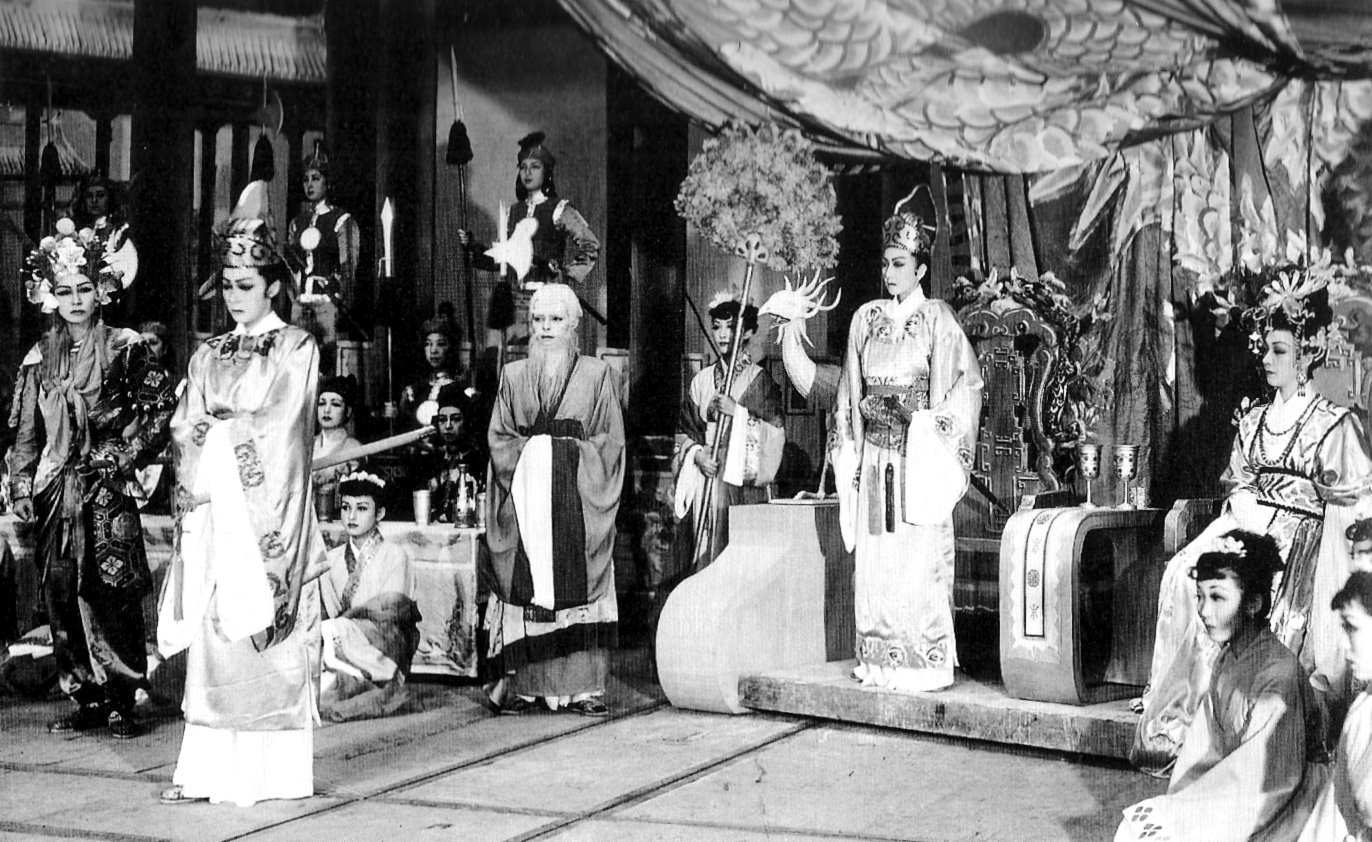
1951年「虞美人」

- 源氏物語（1919年・1952年・1957年・1961年・1973年・1981年・1989年・2008年・2015年）※翻案多数
- ロミオとジュリエット（1933年・1950年・1979年・1990年・1999年）※翻案多数
- 虞美人（1951年・1955年・1974年・2010年）
- 赤と黒（1957年・1975年・1989年・2008年・2020年）
- 小さな花がひらいた（1971年・1981年・1982年・1991年・1992年・2011年）
- 我が愛は山の彼方に（1971年・1984年・1999年・2011年）
- ベルサイユのばら（1974年・1975年・1976年・1989年・1990年・1991年・2001年・2006年・2013年・2014年・2015年・2024年）
  - 外伝ベルサイユのばら（2008年・2009年）
- 風と共に去りぬ（1977年・1978年・1984年・1988年・1994年・1997年・1998年・2001年・2002年・2004年・2013年・2014年）
- 心中・恋の大和路（1979年・1982年・1989年・1998年・2014年・2022年）
- うたかたの恋（1983年・1993年・1999年・2000年・2006年・2013年・2018年・2023年）
- 殉情（1995年・2002年・2008年・2022年）
- 銀ちゃんの恋（1996年・2008年・2010年・2021年）
- 仮面のロマネスク（1997年・2012年・2016年・2017年・2024年）
- 激情-ホセとカルメン-（1999年・2010年・2016年・2023年）
- 王家に捧ぐ歌（2003年・2005年・2015年・2016年・2022年）
- 逆転裁判シリーズ（2009年・2013年・2023年）
- オーシャンズ11（2011年・2013年・2019年）

#### 海外ミュージカル
- オクラホマ!（1967年・1984年・2006年）※日本初演
- WEST SIDE STORY（1968年・1969年・1998年・1999年・2018年）※日本初演
- ガイズ&ドールズ（1984年・2002年・2015年・2025年）
- ME AND MY GIRL（1987年・1995年・1996年・2008年・2009年・2013年・2016年・2023年）※日本初演
- エリザベート -愛と死の輪舞-（1996年・1998年・2002年・2005年・2007年・2009年・2014年・2016年・2018年）※日本初演
- 雨に唄えば（2003年・2008年・2018年）
- ファントム（2004年・2006年・2011年・2018年）※日本初演
- Ernest in Love（2005年・2015年・2016年）
- THE SCARLET PIMPERNEL（2008年・2010年・2017年）※日本初演
- ロミオとジュリエット（2010年・2011年・2012年・2013年・2021年）※日本初演

### 年別公演一覧
- 1910年代：1914年 - 1915年 - 1916年 - 1917年 - 1918年 - 1919年
- 1920年代：1920年 - 1921年 - 1922年 - 1923年 - 1924年 - 1925年 - 1926年 - 1927年 - 1928年 - 1929年
- 1930年代：1930年 - 1931年 - 1932年 - 1933年 - 1934年 - 1935年 - 1936年 - 1937年 - 1938年 - 1939年
- 1940年代：1940年 - 1941年 - 1942年 - 1943年 - 1944年 - 1945年 - 1946年 - 1947年 - 1948年 - 1949年
- 1950年代・1950年 - 1951年 - 1952年 - 1953年 - 1954年 - 1955年 - 1956年 - 1957年 - 1958年 - 1959年
- 1960年代：1960年 - 1961年 - 1962年 - 1963年 - 1964年 - 1965年 - 1966年 - 1967年 - 1968年 - 1969年
- 1970年代：1970年 - 1971年 - 1972年 - 1973年 - 1974年 - 1975年 - 1976年 - 1977年 - 1978年 - 1979年
- 1980年代：1980年 - 1981年 - 1982年 - 1983年 - 1984年 - 1985年 - 1986年 - 1987年 - 1988年 - 1989年
- 1990年代：1990年 - 1991年 - 1992年 - 1993年 - 1994年 - 1995年 - 1996年 - 1997年 - 1998年 - 1999年
- 2000年代：2000年 - 2001年 - 2002年 - 2003年 - 2004年 - 2005年 - 2006年 - 2007年 - 2008年 - 2009年
- 2010年代：2010年 - 2011年 - 2012年 - 2013年 - 2014年 - 2015年 - 2016年 - 2017年 - 2018年 - 2019年
- 2020年代：2020年 - 2021年 - 2022年 - 2023年 - 2024年 - 2025年

## 主なスタッフ

### 演出
◎マークは現在宝塚歌劇団に在籍している演出家
★マークは宝塚歌劇の殿堂入りしたスタッフ
- 白井鐵造 ★
- 内海重典 ★
- 高木史朗 ★
- 楳茂都陸平 ★
- 岸田辰彌 ★
- 堀正旗
- 菊田一夫
- 渡辺武雄 ★
- 川井秀幸
- 横澤英雄 ★
- 菅沼潤
- 鴨川清作 ★
- 小原弘稔 ★
- 植田紳爾 ◎★
- 柴田侑宏 ★
- 阿古健
- 大関弘政
- 酒井澄夫 ◎★
- 岡田敬二 ◎★
- 草野旦 ◎★
- 太田哲則
- 三木章雄 ◎★
- 村上信夫[注 26]
- 正塚晴彦 ◎
- 小池修一郎 ◎
- 中村暁 ◎
- 石田昌也 ◎
- 谷正純 ◎
- 中村一徳 ◎
- 木村信司 ◎
- 藤井大介 ◎
- 荻田浩一
- 植田景子 ◎
- 齋藤吉正 ◎
- 大野拓史 ◎
- 児玉明子
- 小柳奈穂子 ◎
- 鈴木圭 ◎
- 稲葉太地 ◎
- 生田大和 ◎
- 原田諒
- 田渕大輔 ◎
- 上田久美子
- 野口幸作 ◎
- 樫畑亜依子 ◎
- 谷貴矢 ◎
- 町田菜花 ◎
- 指田珠子 ◎
- 竹田悠一郎 ◎
- 栗田優香 ◎
- 熊倉飛鳥 ◎
- 生駒怜子 ◎

### 音楽
- 酒井協
- 河崎一朗
- 高橋廉 ★
- 河村篤二
- 入江薫 ★
- 中元清純 ★
- 寺田瀧雄 ★
- 吉崎憲治 ★
- 高橋城
- 吉田優子
- 岡田良機
- 玉麻尚一
- 青木朝子
- 太田健

### 音楽指揮
- 佐々田愛一郎
- 御崎恵
- 西野淳
- 石井勇魚

### 振付
- 山田卓
- 喜多弘 ★
- 朱里みさを
- 司このみ
- 家城比呂志
- 羽山紀代美 ★
- 名倉加代子
- 謝珠栄[注 27]
- 尚すみれ
- 前田清実
- KAZUMI BOY
- 若央りさ
- 花柳壽楽
- 御織ゆみ乃
- AYAKO
- ANJU

## メディア関連

### 機関誌
当初は阪急電鉄出版部（大阪市）、2003年7月からは阪急コミュニケーションズ（阪急の出版事業をTBSブリタニカと統合）が発行していたが、2014年10月以降は宝塚クリエイティブアーツが発行。QuatreRevesや阪急電鉄の売店（ラガールショップ）で販売している。
阪急百貨店に「宝塚コーナー」があり、関連書籍のほかグッズを販売している。関連商品にネクタイなど男性向けのものもある。

#### 月刊誌
歌劇
1918年創刊、1940年休刊、1946年復刊。
座談会・楽屋取材・投書欄など読み物記事が多い。各組から1人3か月ずつ連載「えと文」を担当する。
宝塚グラフ→宝塚GRAPH
1936年創刊、1940年休刊、1947年復刊。
舞台写真・ポートレートなど写真記事が多い。

#### 定期刊行物
宝塚おとめ
1938年創刊。毎年春に発行。
かつては『歌劇』の増刊号で題名も『宝塚をとめ』だったが、現在はタカラヅカMOOK（ムック扱い）として発行されている。専科とその年に入団した研究科1年生を含む全生徒の顔写真が、簡単なプロフィールとともに掲載されている。
Handy Takarazuka Otome
2009年から発売。各組ごとに分冊された携帯版。

宝塚舞台年鑑→舞台年鑑→宝塚ステージアルバム→宝塚Stage Album
1948年創刊。毎年春に発行。
かつては『グラフ』の増刊号だった。舞台年鑑として、舞台写真・公演データなどが記載されている。
TAKARAZUKA REVUE
年1回刊行のムック。各組のスターのポートレート・インタビュー記事が掲載。近年では撮影風景を収めたDVDが付属。
Foursome（フォーサム）→Le Cinq（ル・サンク）
各公演ごとの舞台写真集。2004年以降は、オリジナルの作品の脚本が掲載されている。

### テレビ

#### 地上波
阪急系列の関西テレビ放送（フジテレビ系）との結びつきが強く、1964年ごろに毎週木曜日の夕方に「宝塚民話劇場」の題名で30分番組を放映していた。そのほか、毎週土曜日（のちに毎月1回）に、「ザ・タカラヅカ」（毎週土曜時）→「タカラヅカ花の指定席」（毎月1回時）などを含めた「宝塚歌劇舞台中継」として劇場中継を実施したほか、「阪急ドラマシリーズ」でも初期のころはタカラジェンヌがレギュラー出演していた。1999年夏の7月から8月に前出の関西テレビ限定でミニ番組「タカラヅカ花組図鑑」が放送されたこともある。
1969年から1979年まで、関西テレビのバラエティやドラマに出演するため若手団員がバンビーズに選ばれていた。バンビーズからはのちのトップに登り詰める者を含む数多くのスタータカラジェンヌが誕生している。
「タカラヅカ花の指定席」の提供読みは「この番組は、阪急電車と楽しさあふれるお買物、阪急百貨店がお送りします（した）」。それ以前は提供読みがなく「提供 阪急電車 阪急百貨店」の表示に歌のない阪急のテーマソングが流れていた。
現在は東京MXテレビ制作の「TAKARAZUKA CAFE BREAK」を提携の放送局で、関西テレビで「夢見るシアター」が、それぞれ視聴できる。
極めて稀ではあるが、現役タカラジェンヌがテレビドラマにレギュラー出演することもある。1994年度上半期、NHK朝の連続テレビ小説『ぴあの』に純名里沙（当時雪組娘役、のちに花組）が現役タカラジェンヌとして初めてNHKの朝ドラのヒロインを務めた。また、1980年度下半期の『虹を織る』でも、タカラジェンヌそのものが描かれていたため、当時の現役タカラジェンヌ（大地真央ら）が出演したこともある。TBSの朝ドラに遥くらら（当時星組娘役、のちに雪組）、TBSのドラマで鮎ゆうき（当時雪組男役、のちに娘役）など、娘役を中心にのちにトップとなるタカラジェンヌが主演を務めたことがある。
FNS歌謡祭と関連番組に、2017年から出演している。
- 2017 FNS うたの春まつり（2017年3月22日） - 月組[98]
- 2017 FNS歌謡祭 第1夜（2017年12月6日） - 宙組[99]
- 2019 FNS うたの夏まつり（2019年7月24日） - 雪組[100]

その他、バラエティ番組やドキュメンタリー番組に現役タカラジェンヌが出演することもある。

#### 衛星放送
2002年7月、宝塚歌劇の劇場中継を中心に、劇団員の特集やバラエティを放送する専門チャンネル「TAKARAZUKA SKY STAGE」を東経110度CS放送のスカイパーフェクTV!2で放送開始。2007年2月時点ではその後継であるスカパー!e2、および一部のケーブルテレビなどで視聴できる。スカパー!e2における他のチャンネルとは異なり、番組を制作する阪急電鉄自身が、総務省より委託放送事業者の認定を受けている。
その他、下記の衛星放送チャンネル内で宝塚の番組を視聴することができる。☆印は、TAKARAZUKA SKY STAGEでも視聴可能な番組。
WOWOW
- 宝塚への招待：過去の公演映像を放送。
- 宝塚プルミエール：現在の宝塚の公演情報、トピックスなどを独自に編集したオリジナル番組
- ☆アンコール!宝塚・スターの小部屋：過去に放送したオリジナル番組「宝塚・スターの小部屋」の再放送。

TwellV
- ☆What's up 宝塚：現在の宝塚のトピックスなどを集めた番組で、TAKARAZUKA SKY STAGEの「TAKARAZUKA NEWS」の映像素材から独自に再編集して構成されている。

NHK BSプレミアム
- 不定期に公演映像の放送や宝塚を特集した番組の放送を行っている。

#### マルチメディア放送
NOTTV
2014年8月22日から、「100%宝塚」が放送開始。宝塚歌劇を見たことのない有名人に各組より選抜された若手スターがエスコート役として宝塚歌劇の魅力を伝える。

### ラジオ
「宝塚ファン・コンテスト」が1955年から毎日放送系列で30分間の公開録音番組として1974年まで19年間放送されていた。
1981年ごろから「ビバ!タカラジェンヌ」が毎週日曜日にラジオ関西系列で放送されており、宝塚の生徒が週替わりでゲスト出演をしている。1999年7月4日から宝塚歌劇団卒業生でパーソナリティーの風さやかによる「風さやかの愛と夢 永遠のタカラジェンヌ」も毎週月曜日に同局で放送されており、こちらはタカラジェンヌOGたちが多数ゲスト出演している。過去に、宝塚の生徒がゲスト出演するラジオ大阪の番組「オー!マイアイドル」があった。
2009年12月23日にNHK-FMで、「今日は一日“タカラヅカ”三昧」が放送された。12時15分から23時00分まで10時間45分の長時間で、総合MCは真琴つばさが担当し、現役とOGが多数出演してフリートークや楽曲のリクエストコーナーなどバラエティに富んだ。

### 映画
タカラヅカ レビュー シネマとして、舞台の映画映像化が試みられている。宝塚歌劇の華やかな舞台と映画的な演出を融合した“映像美”で魅せる宝塚の世界をコンセプトにしている。最新のデジタルシネマ技術を駆使した撮影、映像や音源の収録が行われ、映画スタッフによって映像演出や編集されているため、通常の公演DVDとは一線を画している。
2009年6月公開、第一弾の『ソロモンの指輪』（2008年雪組公演）が上映され、第21回東京国際映画祭にも出品された。
2010年2月に、第二弾の『太王四神記 ver.II』（2009年星組公演）が全国25の映画館で上映された。
10月に、第三弾の『THE SCARET PINPERNEL』（2010年月組公演）が先行上映、2011年1月から全国ロードショーされた。

### イメージキャラクター
タカラジェンヌは多くのイメージキャラクターを務めている。かつて、ライオンのシャンプーやハウス食品「六甲のおいしい水」のCMで、それぞれ選抜メンバーによる、ユニットのCMが放映された。以下に恒例かつ長期間のものを挙げる。☆印はトップ経験者。

#### 阪急交通社
- 関連会社の阪急交通社のパッケージツアー「トラピックス」のイメージガールに娘役が起用される。2012年8月に真矢みき（元花組トップスター）がイメージキャラクターとして起用されたため、現役のイメージガールの扱いは、同社の宝塚歌劇関連のツアーなどに限定されるようになった。2015年より芹香斗亜が男役として初めて起用されている[103]。
  - 朝吹南
  - 風花舞 ☆
  - 紺野まひる ☆
  - 映美くらら ☆
  - 白羽ゆり ☆
  - 夢咲ねね ☆
  - 芹香斗亜 ☆

#### 池田銀行・池田泉州銀行
- 1968年以降、阪急に関わりの深い池田銀行の広告に「イメージガール」として娘役が起用された。池田銀行の相談役に小林一三が就任したことが契機で、2010年5月に泉州銀行を吸収合併して池田泉州銀行となったが、同行は存続銀行の旧・池田銀行の流れを継承して、引き続きイメージガールとして起用している。
  - 池田銀行時代
    - 清月輝（1968.11 - 1970.10）
    - 有花みゆ紀（1970.11 - 1975.10）
    - 東千晃（1975.11 - 1982.3）☆
    - 北原遥子（1982.4 - 1984.3）
    - 神奈美帆（1984.4 - 1988.10）☆
    - 華陽子（1988.11 - 1993.3）
    - 月影瞳（1993.4 - 2002.2）☆
    - 陽月華（2002.3 - 2009.6）☆
    - 野々すみ花（2009.7 - 2010.4）☆

  - 池田泉州銀行時代
    - 野々すみ花（2010.5 - 2012.6）☆
    - 伶美うらら（2012.7 - 2017.11）
    - 有沙瞳（2017.11 - 2023.8）
    - 春乃さくら（2023.8 - 現職）☆

#### 三井住友カード
- 1993年（平成5年）以降、三井住友VISAカードの広告・テレビコマーシャルに「イメージキャラクター」として男役が起用される。三井住友VISAカードが、1988年（昭和63年）の花組『キス・ミー・ケイト』に協賛をしたことが契機となっている。現在は「三井住友VISAカードシアター」として、大劇場の冠公演も実施（年一回程度、演目は『ベルサイユのばら』『エリザベート』など）。劇場内に広告を掲示し、三井住友カードプラチナ会員用の座席も常時用意され、同社のプラチナカード会員向けに優先販売している[104]。
  - 愛華みれ（1993 - 2001）☆
  - 春野寿美礼（2001 - 2007.12）☆
  - 音月桂（2008.1 - 2012.12）☆
  - 明日海りお（2012.12 - 2019.11）☆[105]
  - 永久輝せあ（2019.11 - ）

#### 阪急電鉄
- 年末年始のころに阪急電鉄沿線の各社寺への初詣のCM・ポスターのモデルに起用される。このときは必ず振袖姿で絵馬、破魔矢等の縁起物を持つ。阪急・阪神経営統合後の2007年の初詣ポスターはタカラジェンヌバーション（振袖姿の娘役の蘭乃はな）と阪神タイガース選手バーション（私服姿の矢野輝弘捕手）の二つが存在した。かつて阪急ブレーブスがあった時代は、1988年に星野伸之と天海祐希が初詣するなどブレーブスの選手と共演もあった。

### その他
- 2014年の100周年に際して、阪急電鉄が宝塚線と今津線でラッピング列車「宝塚歌劇トレイン」を運行した（それぞれ9000系と7000系を使用）[106][107]。

## 海外公演

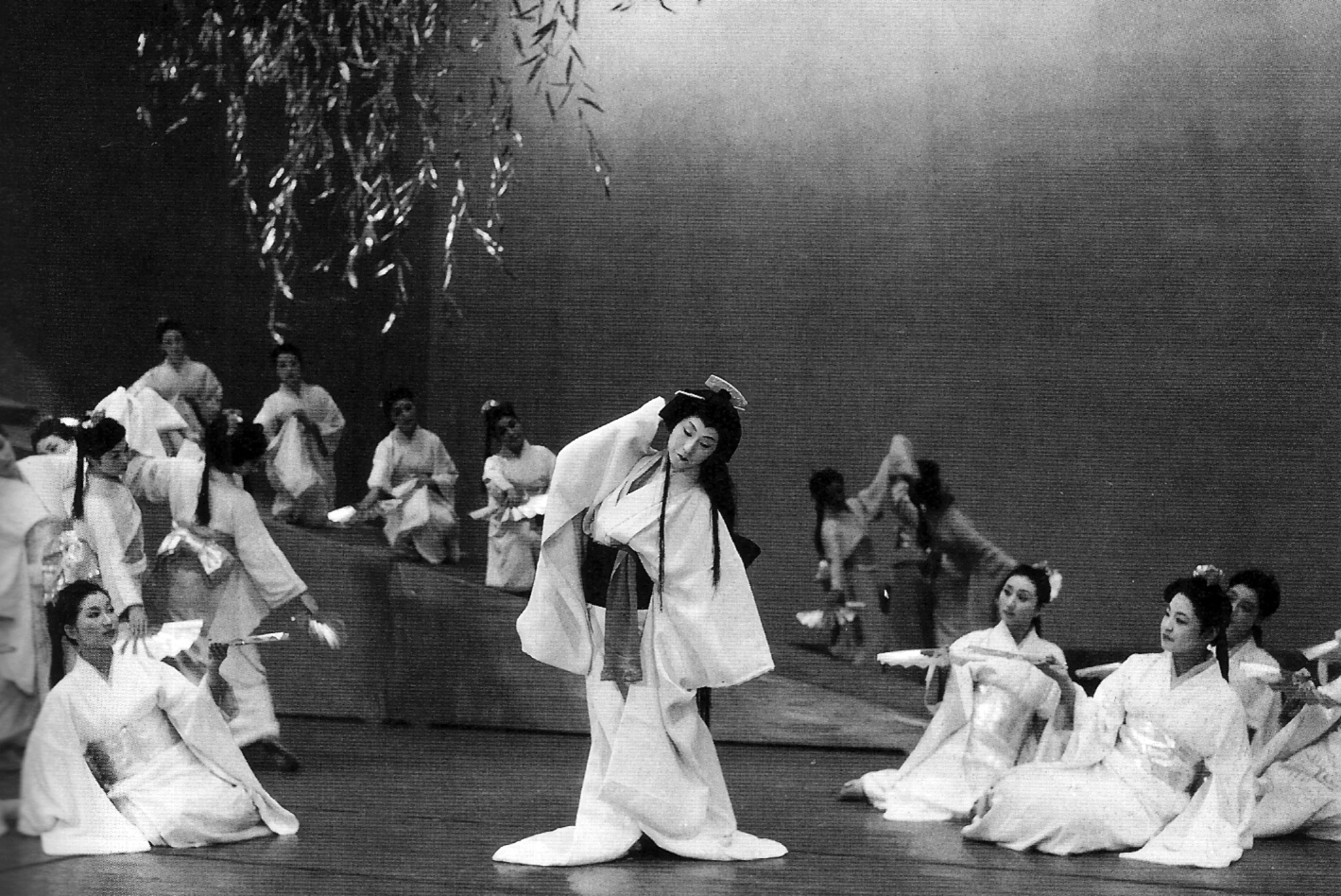
『4つのファンタジア』（中央は天津乙女）※日本での上演

- 組名の記載のないものは各組選抜メンバーによる公演。
- （）内は訪問国（訪問順）、国名・国旗・地名は当時。慰問・訪問等は含まない。

1938年 - 第1回ヨーロッパ公演（ ドイツ国、 イタリア王国、 ポーランド）
日独伊親善芸術使節団として。
演目：『紅葉狩』『三番叟』『五人道成寺』『曾我兄弟』『鏡獅子』『かっぽれ』『島の娘』『大島節』『お小夜』、日舞・合唱・歌舞伎等
1939年 - 訪米芸術使節団（ アメリカ合衆国）
演目：『宝塚をどり』『宝塚音頭』『大川端』『彦根屏風』『雪片』『娘道成寺』『棒しばり』『大漁節』『春の宵』、歌舞伎等
1942年 - 満州国建国十周年 慶祝国民親善使節団（ 満洲国）
演目：『美と力』『太刀盗人』『奴道成寺』『宝塚絵巻』
1943年 - 第2回満州公演（ 満洲国）
演目：『明るい町強い町』『棒しばり』『新かぐや姫』
1944年 - 第3回満州公演（ 満洲国）
演目：『木賊狩』『狐忠信』『太陽の子供達』
1955年 - 第1回ハワイ公演
演目：『4つのファンタジア』『日本の祭りと民謡』等
1956年 - 第2回ハワイ公演
演目：『棒しばり』『春の踊り（レインボウ宝塚）』『二人袴』『日本の花』
1957年 - 第3回ハワイ公演
演目：『娘道成寺』『宝塚花踊り』
1959年 - カナダ・アメリカ公演（ カナダ、 アメリカ合衆国）
演目：『花の踊り』『四つのファンタジア』『宝塚踊り』
1965年 - 第2回ヨーロッパ公演（ フランス）
演目：『宝塚おどり絵巻』『世界への招待』
1966年 - 第4回ハワイ公演
演目：『宝塚おどり絵巻』『レインボー・タカラヅカ』
1973年 - 第1回東南アジア公演（ ビルマ連邦、 マレーシア、 シンガポール）
演目：『宝塚おどり』『ハロー・タカラヅカ』
1975年 - 第3回ヨーロッパ公演（ ソビエト連邦（リトアニア、ウクライナ、ロシア）、 フランス）
演目：『ザ・タカラヅカ』
1978年 - 中南米公演（ メキシコ、 アルゼンチン、 ブラジル）
演目：『ザ・タカラヅカ』
1982年 - 第2回東南アジア公演（ マレーシア、 シンガポール、 タイ、 ビルマ）
演目：『ザ・タカラヅカ』
1985年 - 第5回ハワイ公演
演目：『ジャパン・ファンタジー』『ドリーム・オブ・タカラヅカ』
1989年 - ニューヨーク（ラジオシティ・ミュージックホール）公演（ アメリカ合衆国）
演目：『宝塚をどり讃歌』『タカラヅカ・フォーエバー』
1992年 - ニューヨーク（ジョイスシアター）公演（ アメリカ合衆国）
演目：『TAKARAZUKA "夢"』
各組選抜メンバーに加え、卒業生の大浦みずきが出演。
1994年 - ロンドン公演（ イギリス）
演目：『花扇抄〈美しき日本〉』『扉のこちら』『ミリオン・ドリームズ』
上記演目は、同題の1993年月組公演を海外向けにアレンジしたもの。
1998年 - 香港公演（ 香港）
演目：宙組『夢幻宝寿抄』『This is TAKARAZUKA！』
宙組として最初の公演となった。
1999年 - 第1回中国公演（ 中国）
演目：月組『夢幻花絵巻』『ブラボー！タカラヅカ』
中華人民共和国建国50周年・日中文化交流協定締結20周年記念（日中文化友好年）のため。
2000年 - ベルリン公演（ ドイツ）
演目：『宝塚 雪・月・花』『サンライズ・タカラヅカ』
2002年 - 第2回中国ツアー公演
演目：星組『蝶・恋』『サザンクロスレビュー・イン・チャイナ』
日中国交正常化30周年記念のため。
2005年 - 韓国公演（ 韓国）
演目：星組『ベルサイユのばら』『ソウル・オブ・シバ』
日韓国交正常化40周年記念のため。
2013年 - 台湾公演（ 中華民国）
演目：星組『宝塚ジャポニズム〜序破急〜』『怪盗楚留香外伝-花盗人-』『Étoile de TAKARAZUKA』
台湾から受けた多大な復興支援への御礼のため。
2015年 - 第2回台湾公演 ( 中華民国)
演目：花組『ベルサイユのばら』 『宝塚幻想曲（タカラヅカ ファンタジア）』
2018年 - 第3回台湾公演（ 中華民国）
演目：星組『Thunderbolt Fantasy 東離劍遊紀』『Killer Rouge／星秀☆煌紅（アメイジングスター☆キラールージュ）』
過去2度公演が行われた台北市に加え、初めて高雄市でも実施。

## かつて存在した劇場
- 公會堂劇場 - 1919年（大正8年）3月17日開場。収容人員1500人。1923年（大正12年）1月25日焼失。
- 宝塚中劇場 - 1923年（大正12年）3月20日開場。収容人数995人（補助席を入れて1200人）。1950年に「宝塚映画劇場」に、1953年に「宝塚新芸劇場」に改名した後、1972年に閉場。
- TAKARAZUKA1000days劇場 - 1998年5月30日開場。収容人員2031人。東京宝塚劇場の立て替え期間中に、約1000日（実際は929日）間のみ使用され、2000年12月13日閉場。

## 天覧・台覧公演
称号・身位は当時（天皇・皇后を除く）。（）内は、大＝宝塚大劇場・東＝東京宝塚劇場を指す
- 1949年
  - 6月 - 高松宮宣仁親王（大）
  - 7月 - 秩父宮妃勢津子（大）
- 1950年
  - 3月 - 高松宮（大）
  - 10月 - 三笠宮崇仁親王（大）
- 1958年
  - 4月 - 香淳皇后、皇太子明仁親王、義宮正仁親王、秩父宮妃（東）
  - 10月31日 - 昭和天皇、香淳皇后、義宮、清宮貴子内親王（東） ※天覧公演
  - 11月1日 - 皇太子（大）
- 1961年6月 - 秩父宮妃（大）
- 1968年4月 - 皇太子妃美智子（東）
- 1973年10月 - 常陸宮正仁親王、同妃華子（大）
- 1991年7月6日 - 皇太子徳仁親王（東）
- 1992年
  - 10月9日 - 徳仁親王（日本青年館）
  - 11月20日 - 三笠宮、同妃百合子（大）
- 2004年4月1日 - 高円宮妃久子（大）
  - 宝塚歌劇90周年記念式典に出席
- 2010年4月13日 - 太上天皇、太上皇后（東） ※天覧公演
- 2014年4月5日 - 秋篠宮文仁親王、同妃紀子（大）[73]
  - 宝塚歌劇100周年記念式典に出席

## 用語

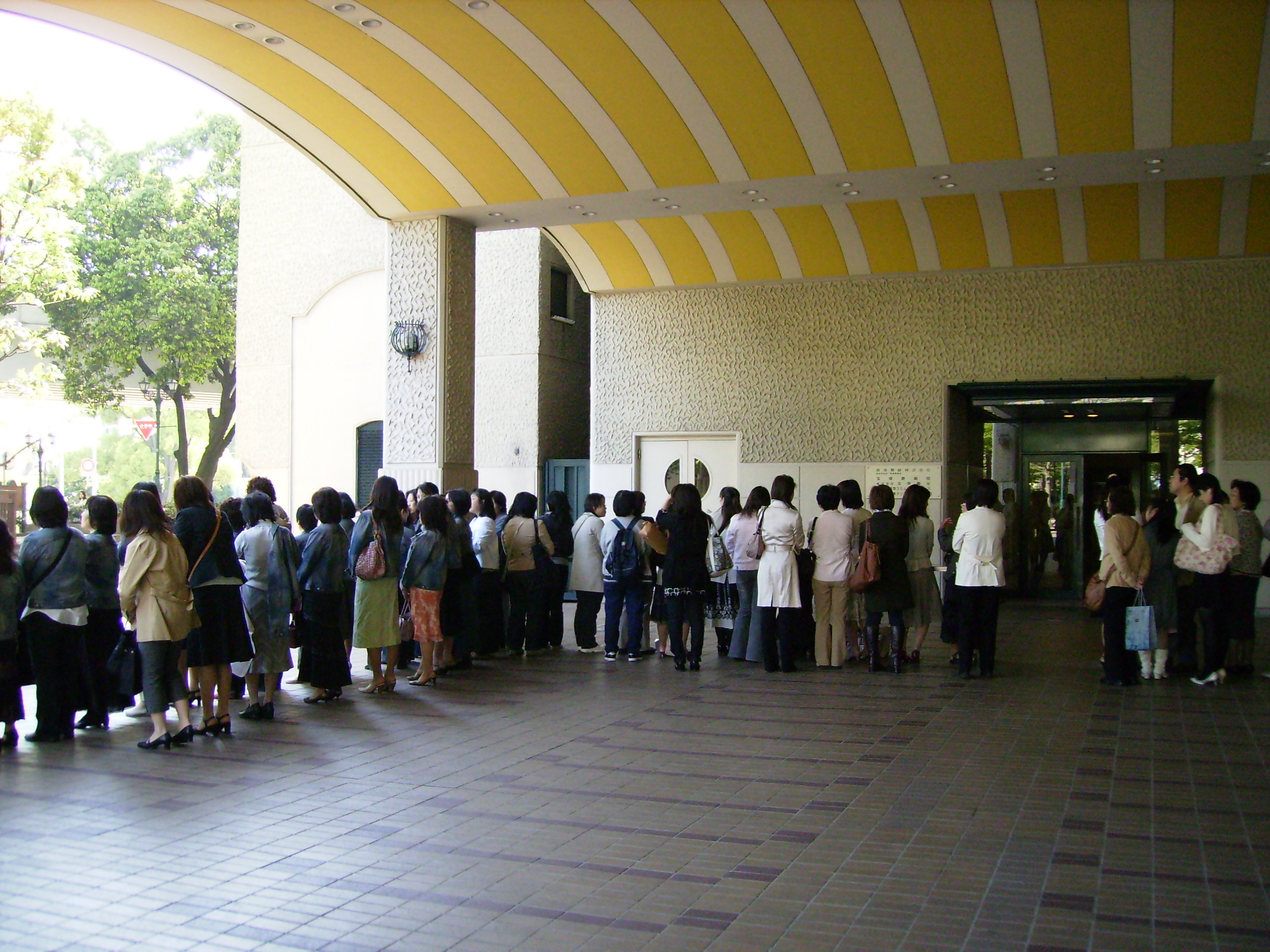
早朝から生徒の楽屋入りに集まるファン（宝塚市・宝塚大劇場）

タカラヅカ、ヅカ
宝塚歌劇団を略して呼ぶ呼称。
タカラジェンヌ
宝塚歌劇団団員への愛称。「タカラジェンヌ」はパリジェンヌのもじりで、「ヅカ・ガール」の呼称を嫌った小林一三の発案による。ファンはさらに親しみを込め「ジェンヌさん」などと呼ぶ。
彼女らの公式プロフィールに誕生日は公開されるが、生年は公開されない。宝塚音楽学校と一体だったときのなごりで団員は「生徒」、稽古場は「教室」、演出家は「先生」と呼ばれる。
ヅカファン
宝塚歌劇団ファンを指す呼称。大正時代や戦前は「宝塚党」や「ヅカ党」、「宝塚を愛してくださるお友達」などと呼ばれていた。
男性ファンで良く知られているのは手塚治虫であり、幼少のころから親しんだ宝塚歌劇の影響を受け『リボンの騎士』を描いた。他に男性ファンとして小田島雄志・桜内義雄・阪田寛夫・福本豊らが知られる。

愛称
公式プロフィール『宝塚おとめ』に愛称の欄があり、生徒同士及びファンも愛称で呼ぶことが多い。そのほとんどは本名・芸名が由来のものである。
エトワール
フランス語で星の意。フィナーレの最後、出演者が順番に階段から降りてくる際、最初に歌う歌手を指す。歌唱力に秀でたソプラノの娘役が一人で務めることが多いが、男役が担当したり、ダブルのような複数の場合もあり、公演ごとに変化する。エトワール経験後に「夢が叶った」と退団を決める者もいるほど、娘役にとっては憧れの一つである。
大階段（おおかいだん）
1927年9月の日本最初のレビュー『モン・パリ』で、このときは16段の大階段が導入されたのがはじまりで、現在は舞台全体を使った26段、一段の幅24cmの舞台装置として用いられる。宝塚大劇場・東京宝塚劇場に同じ寸法のものが取りつけられていて、宝塚歌劇団の代名詞ともいえる。博多座・中日劇場公演でも規模はやや小さいが階段を用意する。全国ツアーでも数段程度の階段を必ず用いる。改築・新築を経て、今日では文字・柄を電飾表示することもできる。公演の最後（フィナーレ）は出演者が大階段を降りながらパレードを行うのが通例で、ショーのプロローグなどでセットの一部として用いるケースもある。
会
団員個人に対する私設ファンクラブ（劇団非公認）を指す呼称。揃いの服・小物を身につけ整列して楽屋入り出待ちを行う（ガード）、生徒を招いたトークイベント（お茶会）の主催などの活動をしている。
劇団側の公式の後援会は「宝塚友の会」「愛宝会」などが存在するが、団員個人のファンクラブではない。
カゲコーラス、カゲソロ
舞台上に出ず、コーラスボックスで歌う。録音ではなく、生の音声を使うのが宝塚の特徴である。
銀橋（ぎんきょう）
宝塚大劇場・東京宝塚劇場のオーケストラボックスと客席の間にある、エプロンステージのこと。銀橋でソロを歌うのは限られたスターのみである。1931年の『ローズ・パリ』で白井鐵造が使用したのがはじまり。銀橋の名称はフランス語の"pont d'argent"を翻訳したもの。
キャトルレーヴ
宝塚歌劇団オフィシャルグッズの販売店。取扱商品は、公演パンフレット、機関誌である『歌劇』『宝塚GRAPH』やその他歌劇団の機関誌、写真集、スターの舞台写真やプロマイド、公演関連グッズ、宝塚オリジナルグッズ、トップスター監修グッズ、公演やスター関連のCD、DVDなど多岐にわたる。
芸名
創立当初、劇団員の芸名は百人一首にちなんだ名がつけられていたが、ネタが尽きたため百人一首に固執せず、現在では劇団員が自分で自由につけている。過去にタカラヅカにあった芸名と被らないようになっているが、瀧川末子のように親娘3代で名乗る（2代目のみ「滝川」）芸名もある。
団員はすべて芸名で活動し、本名は芸名に使用できない。毬谷友子は本名の矢代友子で活動しようとしたが認められず、洗礼名を名字とする芸名とした。昭和26年に入団した長谷川一夫の娘である長谷川季子は、本名を芸名とすることが許された唯一の事例である。
否定的な意味を暗示させる名前・漢字も使用できない。
劇団レッスン
日舞・洋舞・声楽に加え、狂言・せりふ所作事などの科目が設けられている。講師は、劇団内外の振付家・講師のほか、ベテラン団員も後輩を指導している。
サヨナラショー
トップスターやトップ娘役などが退団する本公演のあとで、その退団者の思い出の場面を再現したショーが引き続き催される。トップスターの退団の場合は千秋楽とその1つ前の公演（前楽）、それ以外の場合は千秋楽に行われる。サヨナラショーが行われるようになったのは、1963年の明石照子のときが最初と言われている。
すみれコード
劇団の品格を損ない、観客の「夢」を壊す内容な表現・演出は、劇団・劇団員から公表されることはなく、ファンも求めない暗黙の規範である。
例えば、本名・年齢・給料などの現実的内容が禁じられており、宝塚音楽学校の文化祭は、かつてはパンフレットに芸名と本名が併記されていたが、現在は本名のみが掲載されている。
舞台においても政治・宗教・セックス (3S) などの過激な内容は自粛されており、原作の表現を改変することもある。舞台に登場した、濃厚なラブシーン・下ネタ・政治表現・放送禁止用語に対して「すみれコードギリギリ」といった表現も見られる。
すみれ寮
劇団員・音楽学校生のための寄宿舎で、全寮制ではなく、希望者のみが入寮する。
花道
舞台の左右、客席の前の通路部分を指す。かつては歌舞伎のような客席を通過する花道が存在したが、銀橋の誕生によって消滅した。
ムラ
兵庫県宝塚市内で宝塚歌劇団の本拠地「宝塚大劇場」がある地域のこと。
路線
トップスター候補生を指す呼称で、新人公演・バウホール公演の主演と成功などが必須条件となる。

## 不祥事

### 宝塚音楽学校イジメ裁判
- 2009年
  - 前年に入校したある生徒がイジメを受け、万引き犯に擬せられ退学処分にされる。生徒は地位保全を求めて足かけ3年にわたって学校側と裁判で争い、学校側が和解調停に応じ、生徒の卒業資格を認める代わりに、生徒が歌劇団への入団を求めないことで合意して調停が成立した。学校側からの謝罪や慰謝料支払いの有無については、非公表とされた[119][120][121]。

### パワハラ自殺事件
- 2023年
  - 9月30日 - 25歳の現役生徒が宝塚市内の自宅マンションから転落死していたことが判明[80][81]。自殺を図ったとみられる[81]。これを受け、初日を迎えたばかりの宙組宝塚大劇場公演が全日程休止となる[82][83]。
  - 10月19日 - 歌劇団の機関誌『宝塚GRAPH』11月号（通巻918号）発行。この中の記事でパワーハラスメントの当事者とされる上級生による、9月30日に死亡した劇団員に対するハラスメントの事実を茶化していると捉えられる文章が掲載される。後日、宝塚クリエイティブアーツより、遺族に謝罪したことが発表された[84]。
  - 11月14日 - 劇団員死亡問題で、外部の弁護士による調査チームの調査報告書が発表される[85]。報告書では「強い心理的負荷がかかっていたことは否定できない」としつつ、「いじめやハラスメントは認められなかった」と記載された[85]。
  - 11月22日 - 兵庫労働局 西宮労働基準監督署が労働基準法に基づいて管轄区域である宝塚市に本拠地を構える歌劇団に立ち入り調査を実施した[86]。
  - 12月5日 - 「準備に入ることができていない」として宙組東京公演『PAGAD（パガド）』、『Sky Fantasy!』を全日程中止すると発表した[87]。
  - 12月6日 - 兵庫労働局 西宮労働基準監督署が歌劇団へ再度立ち入り調査を実施[88]。
  - 12月19日 - 劇団が宙組の翌年2-3月の博多座、梅田芸術劇場、宝塚バウホールでの公演について、中止を発表[89]。
  - 12月23日 - 2000年以降歌劇団が割増賃金の不払いや労務管理の不備があったとして、兵庫労働局 西宮労働基準監督署から計4回の是正勧告を受けていたことが発覚した[90]。
- 2024年
  - 2月23日 - 劇団員死亡問題で、パワーハラスメントがあったことを歌劇団側が認め遺族側に伝えていたことが報じられる[91]。
  - 3月28日 - 阪急阪神ホールディングスの嶋田泰夫代表取締役社長、大塚順一執行役員や、劇団の村上浩爾理事長らが大阪府内のホテルで会見し、遺族に謝罪すると共に合意書締結したことを発表した。死亡した劇団員の写真とプロフィルは、劇団ホームページの「スタープロフィール」欄に掲載されていたが、この日をもって削除された[92]。宙組劇団員に処分なく、体制は現状のままとされた。パワーハラスメントの当事者である上級生は会見に出席しなかった（遺族側に謝罪文を出した者はいた）[94]。同日付で、オフィシャルサイトに「宝塚歌劇団宙組劇団員の逝去に関するご遺族との合意書締結のご報告並びに再発防止に向けた取組について」を掲載[122]。同日、遺族側の代理人も会見を行いパワハラの内容について言及。パワハラには、宙組の幹部上級生4人、宙組上級生は3人、劇団プロデューサー2名、演出担当者1名の合計10名が関与していると指摘した[123]。
  - 3月31日 - 宙組所属の娘役・彩妃花と葉咲うららが退団（彩妃は死亡した劇団員の同期、葉咲は後輩にあたる）。2名の退団理由については歌劇団側からの説明等は無かった[124]。
  - 5月7日 - 宙組所属の娘役・舞こころと男役・陽彩風華が退団（両者とも死亡した劇団員の後輩にあたる）。歌劇団側は女性自身の取材に対し「退団理由につきましては、個人のプライパシー保護に鑑みて、回答を差し控えさせていただきます」と回答している[125]。
  - 9月3日 - 翌年4月で退団すると発表した宙組トップスターの芹香斗亜が記者会見において、宙組劇団員の女性の急死問題の退団への影響について、「直接関係があることではない」と否定した[126]。
  - 9月5日 - 西宮労働基準監督署は、歌劇団に対して労働基準法違反で是正勧告を行った。女性は歌劇団と業務委託契約を結び、契約上は自身の裁量で仕事を進めるフリーランスと呼ばれる立場だったが、遺族側は、女性は実質的に歌劇団の指揮命令下に置かれた労働者と主張。前年9月に死亡するまで1か月間の「時間外労働」は、労災認定基準「過労死ライン」（月100時間）を大幅に超える277時間に上ったとしていた。歌劇団は「是正勧告を重く受け止め、適正に対処するとともに、改革に向けた取り組みを続ける」とコメントを発表した[127]。

## 賞
劇団から授与される「宝塚歌劇団年度賞」と、阪急すみれ会の「パンジー賞」がある。
「年度賞」は、特別賞・優秀賞・努力賞・新人賞・団体賞・レッスン奨励賞と6種類があり、特別賞・優秀賞・努力賞・新人賞は、舞台の演技で生徒個人に贈られ、団体賞は、作品やショーに出演した生徒全員に贈られる。レッスン奨励賞は、公演に関係なく、劇団レッスンの出席率が高い生徒に贈られる。

## 宝塚歌劇団を題材とした作品

### 映画
- 『寶塚夫人』（東宝=綜芸プロダクション 1951年公開、原作・原案：丸尾長顕、監督：小田基義、脚本：八住利雄）
朗らかに清く正しく美しい友情に守られ、宝塚歌劇団の長い伝統を継承していく乙女たちの世界を描いた、豪華壮麗な作品である。
主演に俳優として春日野八千代、助演を初音麗子、月丘夢路、八千草薫、有馬稲子、伊吹友木子らOGや宝塚歌劇団の生徒が務め、特別出演として当時在団中の天津乙女、越路吹雪、浦島歌女、神代錦、打吹美砂、美吉左久子、天城月江、南悠子が出演した。
旧宝塚大劇場でロケが行われた。パートカラー作品である。
- 『さよならの女たち』（1987年公開、脚本・監督：大森一樹）
ヒロイン・郁子（斉藤由貴）は、自分探しの途上、宝塚歌劇機関誌の編集アルバイトを経験する。親友の麻理（古村比呂）は私設ファンクラブの幹部である。

### ドラマ
NHK
『虹を織る』（1980年度下半期、連続テレビ小説）
佳代（紺野美沙子）が宝塚にかけた青春を演じた。舞台シーンに現役生徒が多数出演している。助演で葦原邦子、新珠三千代が出演している。
『悲しみだけが夢をみる』（1988年6月-7月、銀河テレビ小説）
ヒロイン・知美（富田靖子）とその幼馴染・伸子（有森也実）が宝塚音楽学校を受験するシーンがある。知美の母を淡島千景が務めるほか、助演に大路三千緒、但馬久美が出演している。
『てるてる家族』（2003年度下半期、連続テレビ小説）
ヒロイン・冬子（石原さとみ）が宝塚音楽学校に通うシーンがある。元雪組トップ娘役・紺野まひる（春子）も出演している。音楽学校文化祭シーンでは宙組の下級生が出演し、主人公等の歌場面の吹き替えを、月組の羽咲まな、光月るうが担当している。
『すみれの花咲く頃』（2007年、単発）
宝塚に憧れる北国の少女・君子（多部未華子）の物語。松本剛の同題漫画をドラマ化。音楽学校生役に生徒が2名出演。

民放
『愛と青春の宝塚』（2002年1月、フジテレビ系列）
第二次世界大戦前後の架空のタカラジェンヌを描いた。舞台シーンほかに現役生徒が多数出演している。OGが主演クラスの女優に演技指導を行った。
同作品は、2008年に舞台化され、登場する歌劇団生役はすべて元宝塚歌劇団の生徒が務めた。2011年にも初演から一部構成とキャストを変えて再演された。

### 小説
『ローマ日本晴』（摂津茂和）
宝塚少女歌劇団による1938年の第1回ヨーロッパ公演におけるイタリア・ローマの公演を題材にして、架空の少女歌劇団:T少女歌劇団のトップ・祇園花子と架空の引率者・木丸土砂を中心にローマ公演の模様を描いた作品。
『歌劇学校』（川端康成）
歌劇団に憧れて念願の歌劇学校に入学した主人公・松浦友子（芸名：遠山道子）が歌劇団で月組に配属されて体験した出来事を描いた作品。中原淳一が設立したヒマワリ社（改名後は「ひまわり社」）によって創刊された少女雑誌『ひまわり』に、1949年6月号から1950年7月号まで、全13回にわたって連載された。1950年12月にひまわり社から中原淳一によって描かれた表紙を用いて単行本化された。
本小説は宝塚歌劇団14期生の近江ひさ子が宝塚歌劇団の体験をもとに代筆したものである。
『野ばら』（林真理子）
架空の娘役：千花と親友の萌、それぞれの恋愛模様を描く。
『男役』（中山可穂）
トップスターになった扇乙矢が、お披露目公演の開幕後2日目に舞台上演中に事故死してしまう。死後、彼女の魂は奈落に住み着き、「ファントムさん」と呼ばれるようになる。その50年後、月組トップスターとして退団公演を控えた如月すみれと、新人公演に抜擢された永遠ひかると「ファントムさん」を軸に「男役」の芸事を描いた作品である。

### 漫画
『カーテンは今夜も青い』（1958年、手塚治虫）
歌劇団のスター・目白千鳥に巻き起こる出来事を描いたサスペンス少女漫画。
少女誌の1958年新年増刊号に掲載された。
『ばらよ美しく咲け』宝塚スター物語 (1977年、南雲慶子/マーガレット・コミックス)
『劇画タカラヅカ名作10選』（1977年）
週刊女性増刊号としてPart1-3まで全3号。宝塚の名作10作品と（当時の）新作3作品を漫画化した。
名作 - 「虞美人」「この恋は雲の涯まで」（わたなべまさこ）、「我が愛は山の彼方に」（こさかべ陽子）「星影の人」（武田京子）など。
新作 - 「夕陽のジプシー」（井出ちかえ）、「あかねさす紫の花」（細川智栄子）、「バレンシアの熱い花」（森村あすか）。
『ライジング!』（1981年 - 1984年、氷室冴子原作・藤田和子作画）
組分け以外はほぼ忠実に宝塚をモデルとした「宮苑歌劇団（みやぞのかげきだん）」、およびその付属音楽学校が舞台。
少女歌劇という存在すら知らずに音楽学校に入学したアメリカ帰りの少女・仁科祐紀が、さまざまな葛藤を経て本物の舞台人になっていくさまを骨太に描く。
「宮苑お得意のコスチュームプレイ」と批判したり、娘役が主役の「宮苑的ではない」作品など、現代の宝塚を先取りしたような描写がある。
小学館発行の漫画誌週刊少女コミックで連載された。
『すみれの花咲く頃』（1991年、松本剛）
宝塚に憧れる北国の少女の物語。多部未華子でドラマ化。講談社より単行本。
『悪魔の微笑・天使の涙』『バレンシアの熱い花』『トウランドット』（1998年、さいとうちほ）
『彷徨のレクイエム』『銀の狼』（1999年、同）
以上の5作品は宝塚作品を原作とし、宝塚GRAPH誌で連載された。いずれも小学館より単行本・文庫化。
『すみれの花咲くガールズ』（2014年 - 2015年、朱良観）
東京の下町にある相撲部屋で生まれ育ち、演劇部に所属する女子高生が、熱烈な宝塚ファンだが男であるためにタカラジェンヌになる夢を諦めざるを得なかった男子同級生に刺激され、自身がタカラジェンヌを志す物語。
小学館「ビッグコミックスペリオール」で、2014年12号から2015年8号まで全18話が連載され、単行本コミックとして全2巻が刊行された。
『かげきしょうじょ!』（2012年 - 2014年、斉木久美子）
『かげきしょうじょ!!』（2015年 - 連載中、同）
未婚女性のみ入団可能、清く正しく美しくのコンセプトなどさまざまな点で宝塚がモデルとなった「紅華歌劇団（こうかかげきだん）」および、紅華へ入団するための学校・紅華歌劇音楽学校が舞台。
オスカル役を志す天然少女・渡辺さらさが仲間たちと切磋琢磨しながらトップスタァを目指す。
集英社発行の漫画誌ジャンプ改で連載開始。同誌休刊に伴い、2021年4月現在、白泉社発行の漫画誌『MELODY』で連載中。既刊10巻。
TVアニメ版が2021年7月から1クール放送。アニメは原作の『かげきしょうじょ!! シーズンゼロ』から始まっている。

## 関連会社
- 阪急電鉄 - 運営会社
- 阪急阪神ホールディングス - 「宝塚歌劇」の商標を保有（第3314274号、第4926449号）
- 宝塚クリエイティブアーツ
- 宝塚舞台
- 阪急コミュニケーションズ